# Campionato mondiale di calcio 2006
Il campionato mondiale di calcio 2006 o Coppa del Mondo FIFA 2006 (in tedesco: Fußball-Weltmeisterschaft 2006, in inglese: 2006 FIFA World Cup), noto anche come Germania 2006, è stato la diciottesima edizione della massima competizione per le rappresentative di calcio (squadre comunemente chiamate "nazionali") maschili maggiori delle federazioni sportive affiliate alla FIFA.
Si disputò dal 9 giugno al 9 luglio 2006 in Germania. Il motto dell'evento era Il mondo a casa di amici (Die Welt zu Gast bei Freunden).
La Coppa del Mondo fu vinta dall'Italia, che nella finale giocata il 9 luglio allo stadio Olimpico di Berlino prevalse sulla Francia ai rigori per 5-3, dopo i tempi supplementari conclusi sull'1-1. Per gli azzurri fu il quarto titolo mondiale dopo quelli del 1934, 1938 e 1982. Per la seconda volta il titolo fu assegnato dopo i tiri di rigore (in precedenza era successo solo nel campionato mondiale di calcio 1994, quando la stessa Italia venne battuta dal Brasile per 3-2).
A partire da questa edizione la gara inaugurale vide giocare la squadra del Paese ospitante e non più quella detentrice del trofeo, com'era prassi dal 1974. Questa fu anche la prima edizione alla quale la nazionale detentrice del titolo non venne ammessa di diritto alla fase finale. Inoltre, a partire da questa edizione del mondiale in poi, la FIFA non concesse più in prestito per quattro anni il Trofeo originale alla squadra vincitrice del torneo.
L'inno ufficiale fu The Time of Our Lives de Il Divo e Toni Braxton.

## Assegnazione
Il 7 luglio 2000 l'incontro per decidere chi avrebbe ospitato il campionato del mondo del 2006 si tenne per la sesta volta consecutiva a Zurigo. Le nazioni candidate erano quattro dopo il ritiro della propria candidatura da parte del Brasile, avvenuta tre giorni prima della votazione. Erano previsti tre turni di voto in ognuno dei quali veniva eliminata la squadra che aveva ricevuto meno voti. I primi due turni si svolsero il 6 luglio, e l'ultimo il 7 luglio. Il primo a essere eliminato fu il Marocco che ottenne solo tre voti su 24; l'Inghilterra venne eliminata al secondo turno con soli due voti. All'ultimo turno la Germania batté per 12 voti a 11 il Sudafrica, ma il successo tedesco fu macchiato da un tentativo di corrompere un membro della giuria. Infatti, la notte prima della votazione, la rivista satirica tedesca Titanic mandò delle lettere a rappresentanti della FIFA, offrendo loro dei doni (come cestini con prodotti tipici teutonici) nel caso avessero votato per la Germania. Il delegato dell'Oceania Charles Dempsey, che supportava la candidatura del Sudafrica, si astenne per "intollerabili pressioni" alla vigilia della votazione. Se Dempsey avesse votato, sarebbe finita 12-12, e sarebbe toccato al presidente della FIFA Sepp Blatter, che sosteneva la candidatura del Sudafrica, scegliere quale sarebbe stata la nazione ospitante. Il 16 luglio 2012 il presidente Blatter, in un'intervista al quotidiano svizzero SonntagsBlick, tornò sull'accaduto, avanzando il sospetto che la Germania avesse comprato l'assegnazione del mondiale 2006.
Candidate:
- Brasile
- Inghilterra
- Germania
- Marocco
- Sudafrica

| Nazione     | Voto | Voto | Voto |
| Nazione     | 1    | 2    | 3    |
| ----------- | ---- | ---- | ---- |
| Germania    | 10   | 11   | 12   |
| Sudafrica   | 6    | 11   | 11   |
| Inghilterra | 5    | 2    | 0    |
| Marocco     | 3    | 0    | 0    |
| Brasile     | 0    | 0    | 0    |
| Voti totali | 24   | 24   | 23   |

### Controversie

#### Traffico di prostitute
L'Assemblea parlamentare del Consiglio d'Europa (PACE), il Consiglio nordico e Amnesty International hanno espresso il loro disappunto sull'incremento del traffico di prostitute durante il mondiale. PACE e Amnesty hanno denunciato che 30000 donne e ragazze si sono prostituite durante l'edizione di Germania 2006: hanno chiesto alle autorità tedesche di monitorare i bordelli durante il Mondiale e sostenere le vittime del traffico.
Stando a quanto dichiarato dalle forze di polizia locali, non furono rilevati incrementi significativi in tema di prostitute durante lo svolgimento del torneo.

#### Problemi con gli sponsor
Prima della gara Paesi Bassi-Costa d'Avorio, il produttore di birra Bavaria distribuì dei lederhosen (pantaloni tipici tedeschi) con il proprio logo ad alcuni tifosi olandesi. Per tutelare i propri sponsor ufficiali, tuttavia, la FIFA proibì attività di marketing all'interno degli stadi: in questo caso, a essere lesa era la Budweiser. I supporter olandesi furono quindi costretti a spogliarsi e dovettero seguire la partita in slip.

## Stadi
Nel 2006 la Germania poteva vantare un considerevole numero di stadi in grado di soddisfare la capacità minima richiesta di 40000 posti per ospitare le partite dei Mondiali. Vennero scelti 12 stadi. Tra gli esclusi risultò l'Olympiastadion di Monaco di Baviera (69250): nonostante i regolamenti FIFA permettessero di scegliere due stadi presenti nella stessa città, l'organizzazione tedesca decise altrimenti. Anche l'LTU Arena di Düsseldorf (51500), il Weserstadion di Brema (43000) e lo Stadion im Borussia-Park di Mönchengladbach (46249) vennero esclusi.
I 12 stadi che ospitarono le partite dei mondiali furono:
| Berlino                     | Dortmund | Monaco di Baviera | Stoccarda                  |
| --------------------------- | --- | --- | -------------------------- |
| Olympiastadion              | Westfalenstadion | Fußball Arena München | Gottlieb Daimler           |
| 52°30′53″N 13°14′22″E       | 51°29′33.25″N 7°27′06.63″E | 48°13′07.59″N 11°37′29.11″E | 48°47′32.17″N 9°13′55.31″E |
| Capienza: 76176             | Capienza: 66981 | Capienza: 66016 | Capienza: 54267            |
| Club: Hertha Berlino        | Club: Borussia Dortmund | Club: Bayern Monaco e Monaco 1860 | Club: Stoccarda            |
| Anno d'apertura: 1936       | Anno d'apertura: 1974 | Anno d'apertura: 2005 | Anno d'apertura: 1933      |
|                             | | |                            |
| Gelsenkirchen               | Berlino Dortmund Monaco di Baviera Stoccarda Gelsenkirchen Amburgo Francoforte sul Meno Colonia Hannover Lipsia Kaiserslautern Norimberga Stadi del Campionato mondiale di calcio 2006 | Berlino Dortmund Monaco di Baviera Stoccarda Gelsenkirchen Amburgo Francoforte sul Meno Colonia Hannover Lipsia Kaiserslautern Norimberga Stadi del Campionato mondiale di calcio 2006 | Amburgo                    |
| Arena AufSchalke            | Berlino Dortmund Monaco di Baviera Stoccarda Gelsenkirchen Amburgo Francoforte sul Meno Colonia Hannover Lipsia Kaiserslautern Norimberga Stadi del Campionato mondiale di calcio 2006 | Berlino Dortmund Monaco di Baviera Stoccarda Gelsenkirchen Amburgo Francoforte sul Meno Colonia Hannover Lipsia Kaiserslautern Norimberga Stadi del Campionato mondiale di calcio 2006 | Volksparkstadion           |
| 51°33′16.21″N 7°04′03.32″E  | Berlino Dortmund Monaco di Baviera Stoccarda Gelsenkirchen Amburgo Francoforte sul Meno Colonia Hannover Lipsia Kaiserslautern Norimberga Stadi del Campionato mondiale di calcio 2006 | Berlino Dortmund Monaco di Baviera Stoccarda Gelsenkirchen Amburgo Francoforte sul Meno Colonia Hannover Lipsia Kaiserslautern Norimberga Stadi del Campionato mondiale di calcio 2006 | 53°35′13.77″N 9°53′55.02″E |
| Capienza: 53804             | Berlino Dortmund Monaco di Baviera Stoccarda Gelsenkirchen Amburgo Francoforte sul Meno Colonia Hannover Lipsia Kaiserslautern Norimberga Stadi del Campionato mondiale di calcio 2006 | Berlino Dortmund Monaco di Baviera Stoccarda Gelsenkirchen Amburgo Francoforte sul Meno Colonia Hannover Lipsia Kaiserslautern Norimberga Stadi del Campionato mondiale di calcio 2006 | Capienza: 51055            |
| Club: Schalke 04            | Berlino Dortmund Monaco di Baviera Stoccarda Gelsenkirchen Amburgo Francoforte sul Meno Colonia Hannover Lipsia Kaiserslautern Norimberga Stadi del Campionato mondiale di calcio 2006 | Berlino Dortmund Monaco di Baviera Stoccarda Gelsenkirchen Amburgo Francoforte sul Meno Colonia Hannover Lipsia Kaiserslautern Norimberga Stadi del Campionato mondiale di calcio 2006 | Club: Amburgo              |
| Anno d'apertura: 2001       | Berlino Dortmund Monaco di Baviera Stoccarda Gelsenkirchen Amburgo Francoforte sul Meno Colonia Hannover Lipsia Kaiserslautern Norimberga Stadi del Campionato mondiale di calcio 2006 | Berlino Dortmund Monaco di Baviera Stoccarda Gelsenkirchen Amburgo Francoforte sul Meno Colonia Hannover Lipsia Kaiserslautern Norimberga Stadi del Campionato mondiale di calcio 2006 | Anno d'apertura: 1953      |
|                             | Berlino Dortmund Monaco di Baviera Stoccarda Gelsenkirchen Amburgo Francoforte sul Meno Colonia Hannover Lipsia Kaiserslautern Norimberga Stadi del Campionato mondiale di calcio 2006 | Berlino Dortmund Monaco di Baviera Stoccarda Gelsenkirchen Amburgo Francoforte sul Meno Colonia Hannover Lipsia Kaiserslautern Norimberga Stadi del Campionato mondiale di calcio 2006 |                            |
| Francoforte sul Meno        | Berlino Dortmund Monaco di Baviera Stoccarda Gelsenkirchen Amburgo Francoforte sul Meno Colonia Hannover Lipsia Kaiserslautern Norimberga Stadi del Campionato mondiale di calcio 2006 | Berlino Dortmund Monaco di Baviera Stoccarda Gelsenkirchen Amburgo Francoforte sul Meno Colonia Hannover Lipsia Kaiserslautern Norimberga Stadi del Campionato mondiale di calcio 2006 | Colonia                    |
| Waldstadion                 | Berlino Dortmund Monaco di Baviera Stoccarda Gelsenkirchen Amburgo Francoforte sul Meno Colonia Hannover Lipsia Kaiserslautern Norimberga Stadi del Campionato mondiale di calcio 2006 | Berlino Dortmund Monaco di Baviera Stoccarda Gelsenkirchen Amburgo Francoforte sul Meno Colonia Hannover Lipsia Kaiserslautern Norimberga Stadi del Campionato mondiale di calcio 2006 | Müngersdorfer Stadion      |
| 50°04′06.86″N 8°38′43.65″E  | Berlino Dortmund Monaco di Baviera Stoccarda Gelsenkirchen Amburgo Francoforte sul Meno Colonia Hannover Lipsia Kaiserslautern Norimberga Stadi del Campionato mondiale di calcio 2006 | Berlino Dortmund Monaco di Baviera Stoccarda Gelsenkirchen Amburgo Francoforte sul Meno Colonia Hannover Lipsia Kaiserslautern Norimberga Stadi del Campionato mondiale di calcio 2006 | 50°56′00.59″N 6°52′29.99″E |
| Capienza: 48132             | Berlino Dortmund Monaco di Baviera Stoccarda Gelsenkirchen Amburgo Francoforte sul Meno Colonia Hannover Lipsia Kaiserslautern Norimberga Stadi del Campionato mondiale di calcio 2006 | Berlino Dortmund Monaco di Baviera Stoccarda Gelsenkirchen Amburgo Francoforte sul Meno Colonia Hannover Lipsia Kaiserslautern Norimberga Stadi del Campionato mondiale di calcio 2006 | Capienza: 46120            |
| Club: Eintracht Francoforte | Berlino Dortmund Monaco di Baviera Stoccarda Gelsenkirchen Amburgo Francoforte sul Meno Colonia Hannover Lipsia Kaiserslautern Norimberga Stadi del Campionato mondiale di calcio 2006 | Berlino Dortmund Monaco di Baviera Stoccarda Gelsenkirchen Amburgo Francoforte sul Meno Colonia Hannover Lipsia Kaiserslautern Norimberga Stadi del Campionato mondiale di calcio 2006 | Club: Colonia              |
| Anno d'apertura: 1925       | Berlino Dortmund Monaco di Baviera Stoccarda Gelsenkirchen Amburgo Francoforte sul Meno Colonia Hannover Lipsia Kaiserslautern Norimberga Stadi del Campionato mondiale di calcio 2006 | Berlino Dortmund Monaco di Baviera Stoccarda Gelsenkirchen Amburgo Francoforte sul Meno Colonia Hannover Lipsia Kaiserslautern Norimberga Stadi del Campionato mondiale di calcio 2006 | Anno d'apertura: 1923      |
|                             | Berlino Dortmund Monaco di Baviera Stoccarda Gelsenkirchen Amburgo Francoforte sul Meno Colonia Hannover Lipsia Kaiserslautern Norimberga Stadi del Campionato mondiale di calcio 2006 | Berlino Dortmund Monaco di Baviera Stoccarda Gelsenkirchen Amburgo Francoforte sul Meno Colonia Hannover Lipsia Kaiserslautern Norimberga Stadi del Campionato mondiale di calcio 2006 |                            |
| Hannover                    | Lipsia | Kaiserslautern | Norimberga                 |
| Niedersachsenstadion        | Zentralstadion | Fritz-Walter-Stadion | Frankenstadion             |
| 52°21′36.24″N 9°43′52.31″E  | 51°20′44.86″N 12°20′53.59″E | 49°26′04.96″N 7°46′35.24″E | 49°25′34″N 11°07′33″E      |
| Capienza: 44652             | Capienza: 44199 | Capienza: 48500 | Capienza: 41926            |
| Club: Hannover 96           | Club: Sachsen Lipsia | Club: Kaiserslautern | Club: Norimberga           |
| Anno d'apertura: 1954       | Anno d'apertura: 2004 | Anno d'apertura: 1926 | Anno d'apertura: 1928      |
|                             | | |                            |

Durante il torneo, molti stadi cambiarono denominazione, in quanto la FIFA proibisce la sponsorizzazione degli stadi a meno che gli sponsor degli stadi siano anche sponsor ufficiali FIFA. Per esempio, l'Allianz Arena a Monaco di Baviera fu ribattezzato FIFA World Cup Stadium, Munich (o in tedesco: FIFA WM-Stadion München), e anche le lettere dello sponsor Allianz vennero rimosse o coperte. Alcuni di questi stadi avevano pure una capacità minore del solito durante la Coppa del Mondo per il fatto che i regolamenti FIFA proibiscono di utilizzare i posti in piedi.

## Squadre partecipanti
| Pr. | Squadra             | Data di qualificazione certa | Confederazione | Partecipante in quanto                                               | Partecipazioni precedenti al torneo                                                                       |
| --- | ------------------- | ---------------------------- | -------------- | -------------------------------------------------------------------- | --- |
| 1   | Germania            | 7 luglio 2000                | UEFA           | Rappresentativa della nazione organizzatrice della fase finale       | 15 (1934, 1938, 1954, 1958, 1962, 1966, 1970, 1974, 1978, 1982, 1986, 1990, 1994, 1998, 2002)             |
| 2   | Giappone            | 8 giugno 2005                | AFC            | 1ª classificata nel gruppo B della fase finale di qualificazione     | 2 (1998, 2002)                                                                                            |
| 3   | Iran                | 8 giugno 2005                | AFC            | 2ª classificata nel gruppo B della fase finale di qualificazione     | 2 (1978, 1998)                                                                                            |
| 4   | Corea del Sud       | 8 giugno 2005                | AFC            | 2ª classificata nel gruppo A della fase finale di qualificazione     | 6 (1954, 1986, 1990, 1994, 1998, 2002)                                                                    |
| 5   | Arabia Saudita      | 8 giugno 2005                | AFC            | 1ª classificata nel gruppo A della fase finale di qualificazione     | 3 (1994, 1998, 2002)                                                                                      |
| 6   | Argentina           | 8 giugno 2005                | CONMEBOL       | 2ª classificata nel gruppo unico di qualificazione                   | 13 (1930, 1934, 1958, 1962, 1966, 1974, 1978, 1982, 1986, 1990, 1994, 1998, 2002)                         |
| 7   | Ucraina             | 3 settembre 2005             | UEFA           | 1ª classificata nel gruppo 2 di qualificazione                       | − |
| 8   | Stati Uniti         | 3 settembre 2005             | CONCACAF       | 1ª classificata nel gruppo unico della fase finale di qualificazione | 7 (1930, 1934, 1950, 1990, 1994, 1998, 2002)                                                              |
| 9   | Brasile             | 4 settembre 2005             | CONMEBOL       | 1ª classificata nel gruppo unico di qualificazione                   | 17 (1930, 1934, 1938, 1950, 1954, 1958, 1962, 1966, 1970, 1974, 1978, 1982, 1986, 1990, 1994, 1998, 2002) |
| 10  | Messico             | 7 settembre 2005             | CONCACAF       | 2ª classificata nel gruppo unico della fase finale di qualificazione | 12 (1930, 1950, 1954, 1958, 1962, 1966, 1970, 1978, 1986, 1994, 1998, 2002)                               |
| 11  | Angola              | 8 ottobre 2005               | CAF            | 1ª classificata nel gruppo 4 della fase finale di qualificazione     | − |
| 12  | Costa d'Avorio      | 8 ottobre 2005               | CAF            | 1ª classificata nel gruppo 3 della fase finale di qualificazione     | − |
| 13  | Togo                | 8 ottobre 2005               | CAF            | 1ª classificata nel gruppo 1 della fase finale di qualificazione     | − |
| 14  | Ghana               | 8 ottobre 2005               | CAF            | 1ª classificata nel gruppo 2 della fase finale di qualificazione     | − |
| 15  | Tunisia             | 8 ottobre 2005               | CAF            | 1ª classificata nel gruppo 5 della fase finale di qualificazione     | 3 (1978, 1998, 2002)                                                                                      |
| 16  | Polonia             | 8 ottobre 2005               | UEFA           | 2ª classificata nel gruppo 6 di qualificazione                       | 6 (1938, 1974, 1978, 1982, 1986, 2002)                                                                    |
| 17  | Italia              | 8 ottobre 2005               | UEFA           | 1ª classificata nel gruppo 5 di qualificazione                       | 15 (1934, 1938, 1950, 1954, 1962, 1966, 1970, 1974, 1978, 1982, 1986, 1990, 1994, 1998, 2002)             |
| 18  | Inghilterra         | 8 ottobre 2005               | UEFA           | 1ª classificata nel gruppo 6 di qualificazione                       | 11 (1950, 1954, 1958, 1962, 1966, 1970, 1982, 1986, 1990, 1998, 2002)                                     |
| 19  | Croazia             | 8 ottobre 2005               | UEFA           | 1ª classificata nel gruppo 8 di qualificazione                       | 2 (1998, 2002)                                                                                            |
| 20  | Paesi Bassi         | 8 ottobre 2005               | UEFA           | 1ª classificata nel gruppo 1 di qualificazione                       | 7 (1934, 1938, 1974, 1978, 1990, 1994, 1998)                                                              |
| 21  | Portogallo          | 8 ottobre 2005               | UEFA           | 1ª classificata nel gruppo 3 di qualificazione                       | 3 (1966, 1986, 2002)                                                                                      |
| 22  | Costa Rica          | 8 ottobre 2005               | CONCACAF       | 3ª classificata nel gruppo unico della fase finale di qualificazione | 2 (1990, 2002)                                                                                            |
| 23  | Ecuador             | 8 ottobre 2005               | CONMEBOL       | 3ª classificata nel gruppo unico di qualificazione                   | 1 (2002)                                                                                                  |
| 24  | Paraguay            | 8 ottobre 2005               | CONMEBOL       | 4ª classificata nel gruppo unico di qualificazione                   | 6 (1930, 1950, 1958, 1986, 1998, 2002)                                                                    |
| 25  | Svezia              | 12 ottobre 2005              | UEFA           | 2ª classificata nel gruppo 8 di qualificazione                       | 10 (1934, 1938, 1950, 1958, 1970, 1974, 1978, 1990, 1994, 2002)                                           |
| 26  | Serbia e Montenegro | 12 ottobre 2005              | UEFA           | 1ª classificata nel gruppo 7 di qualificazione                       | 1 (1998)                                                                                                  |
| 27  | Francia             | 12 ottobre 2005              | UEFA           | 1ª classificata nel gruppo 4 di qualificazione                       | 11 (1930, 1934, 1938, 1954, 1958, 1966, 1978, 1982, 1986, 1998, 2002)                                     |
| 28  | Spagna              | 16 novembre 2005             | UEFA           | Vincitrice del primo spareggio di qualificazione                     | 11 (1934, 1950, 1962, 1966, 1978, 1982, 1986, 1990, 1994, 1998, 2002)                                     |
| 29  | Svizzera            | 16 novembre 2005             | UEFA           | Vincitrice del secondo spareggio di qualificazione                   | 7 (1934, 1938, 1950, 1954, 1962, 1966, 1994)                                                              |
| 30  | Rep. Ceca           | 16 novembre 2005             | UEFA           | Vincitrice del terzo spareggio di qualificazione                     | 8 (1934, 1938, 1954, 1958, 1962, 1970, 1982, 1990)                                                        |
| 31  | Trinidad e Tobago   | 16 novembre 2005             | CONCACAF       | Vincitrice dello spareggio di qualificazione AFC-CONCACAF            | − |
| 32  | Australia           | 16 novembre 2005             | OFC            | Vincitrice dello spareggio di qualificazione CONMEBOL-OFC            | 1 (1974)                                                                                                  |

Nota bene: nella sezione "partecipazioni precedenti al torneo", le date in grassetto indicano che la nazione ha vinto quella edizione del torneo, mentre le date in corsivo indicano la nazione ospitante.

### Qualificazioni
La fase eliminatoria, svoltasi dal settembre 2003 al novembre 2005, vide la partecipazione di 198 squadre nazionali: le innovazioni regolamentari disposte dalla FIFA impedirono la qualificazione diretta del Brasile, laureatosi campione del mondo nel 2002 ma obbligato a garantirsi sul campo la difesa del titolo.
L'ammissione d'ufficio venne riconosciuta alla sola Germania, in qualità di nazione ospitante.

## Sorteggio dei gruppi
I criteri per il sorteggio della fase a gironi si basarono sul ranking mondiale aggiornato al dicembre 2005, nonché su base geografica: quest'ultimo accorgimento era volto ad evitare la presenza di più squadre appartenenti alla medesima confederazione in uno stesso gruppo. I padroni di casa tedeschi furono assegnati preventivamente al girone A, mentre i detentori del Brasile vennero inseriti in anticipo nel gruppo F.
Con la prima urna riservata alle teste di serie, le restanti formazioni vennero suddivise in tre fasce su base geografica. Un'urna apposita interessò la Serbia-Montenegro, squadra che partecipò al torneo con la doppia denominazione malgrado l'indipendenza tra i due stati divenuta ufficiale nel giugno 2006.
| Urna A                                                                            | Urna B                                                              | Urna C                                                                   | Urna D                                                                              | Urna Speciale       |
| --------------------------------------------------------------------------------- | ------------------------------------------------------------------- | ------------------------------------------------------------------------ | ----------------------------------------------------------------------------------- | ------------------- |
| Italia Brasile (detentrice) Inghilterra Francia Germania Argentina Messico Spagna | Angola Australia Costa d'Avorio Ecuador Ghana Paraguay Togo Tunisia | Croazia Rep. Ceca Paesi Bassi Polonia Portogallo Svizzera Svezia Ucraina | Costa Rica Iran Giappone Corea del Sud Arabia Saudita Trinidad e Tobago Stati Uniti | Serbia e Montenegro |

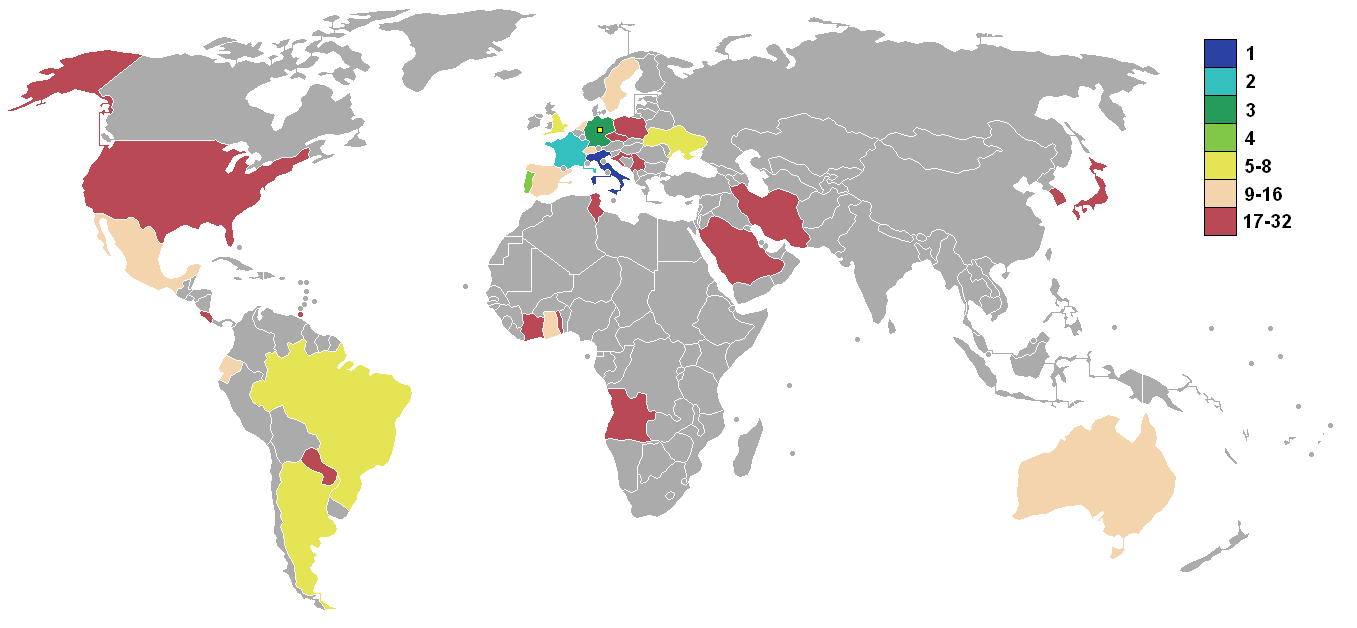
Piazzamenti delle nazionali

L'estrazione che determinò i gironi avvenne a Lipsia il 9 dicembre 2005. L'esito fu il seguente:
- Gruppo A: Germania, Costa Rica, Polonia, Ecuador
- Gruppo B: Inghilterra, Paraguay, Trinidad-Tobago, Svezia
- Gruppo C: Argentina, Costa d'Avorio, Serbia-Montenegro, Paesi Bassi
- Gruppo D: Messico, Iran, Angola, Portogallo
- Gruppo E: Italia, Ghana, Stati Uniti, Repubblica Ceca
- Gruppo F: Brasile, Croazia, Australia, Giappone
- Gruppo G: Francia, Svizzera, Corea del Sud, Togo
- Gruppo H: Spagna, Ucraina, Tunisia, Arabia Saudita

Per garantire un adeguato periodo di riposo agli atleti, nel dicembre 2004 la FIFA aveva stabilito la conclusione dei campionati nazionali entro il 14 maggio 2006.

## Riassunto del torneo

### Fase a gironi

#### Gruppo A

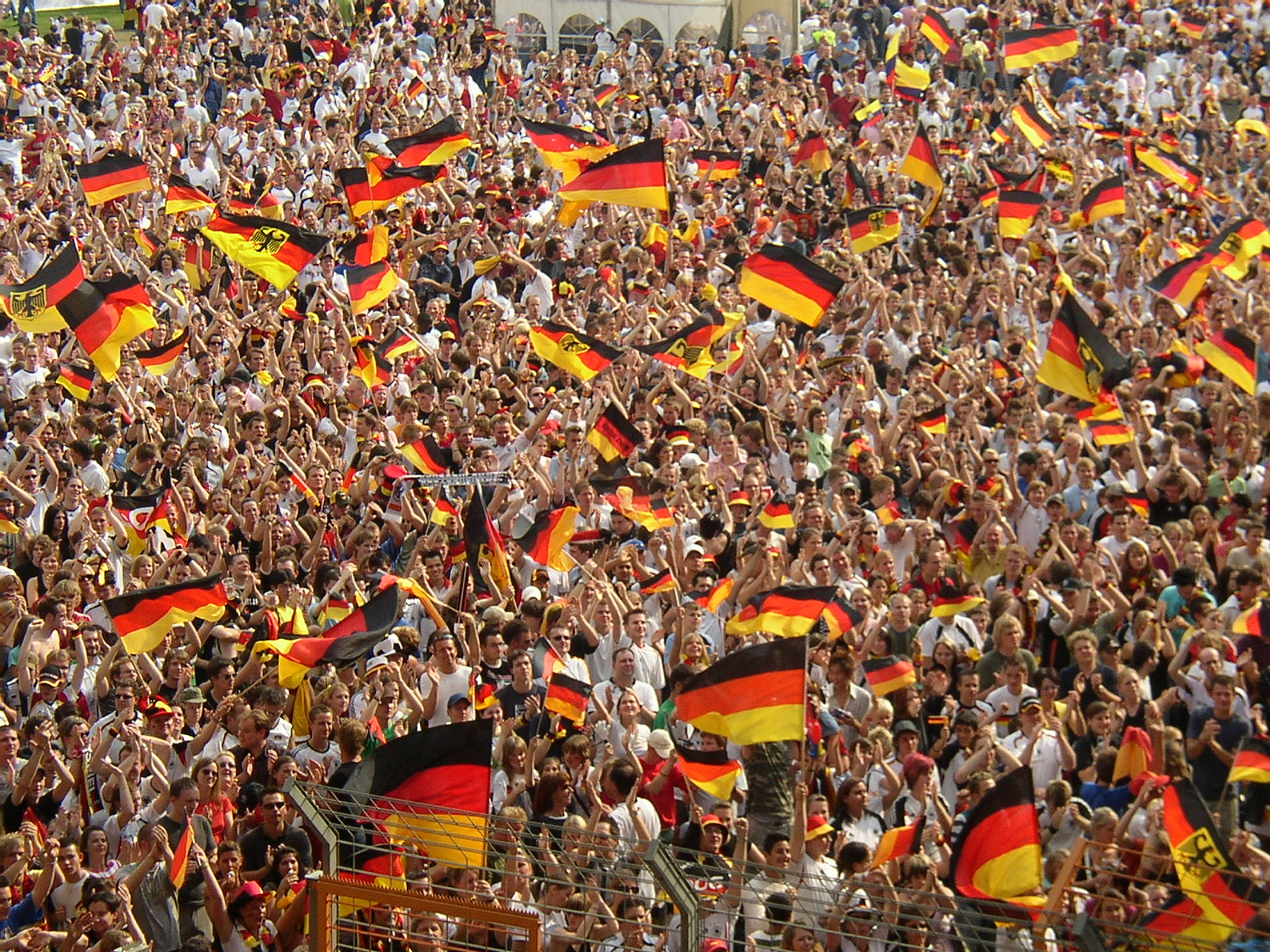
Tifosi tedeschi a Bochum

Il 9 giugno 2006, nella gara inaugurale di Monaco di Baviera, valida per il gruppo A, la Germania vicecampione del mondo in carica sconfisse la Costa Rica per 4-2, mentre nell'altro incontro l'Ecuador, alla sua seconda partecipazione in Coppa del mondo, batté la Polonia 2-0. Nella seconda giornata, il 14 giugno, i tedeschi sconfissero a Dortmund la Polonia per 1-0, qualificandosi agli ottavi di finale con un turno d'anticipo. Il giorno successivo si qualificò anche l'Ecuador sconfiggendo la Costa Rica. Nell'ultimo turno la Germania superò i sudamericani per 3-0, ottenendo il primo posto nel girone, mentre la Polonia, comunque eliminata, giunse terza.

#### Gruppo B
Nella partita inaugurale del gruppo B l'Inghilterra sconfisse il Paraguay grazie a un autogol del difensore Gamarra, avvenuto nel tentativo di respingere una punizione di Beckham all'interno dell'area di rigore. Gli inglesi batterono anche i debuttanti di Trinidad e Tobago (2-0) con le reti di testa di Crouch e Gerrard dalla distanza e superarono il turno classificandosi al primo posto, con 7 punti (2 successi e un pareggio), ma persero, nei primi minuti della sfida contro la Svezia (pareggiata per 2-2), il loro attaccante Michael Owen per un grave infortunio al ginocchio. La Svezia non andò oltre lo 0-0 contro Trinidad & Tobago e vinse di misura (1-0) contro il Paraguay, successo che le consentì di superare il girone come seconda classificata con 5 punti (ottenuti con 2 pareggi e una vittoria). Furono eliminati Paraguay, terzo con 3 punti, e Trinidad e Tobago, ultimo con un solo punto.

#### Gruppo C

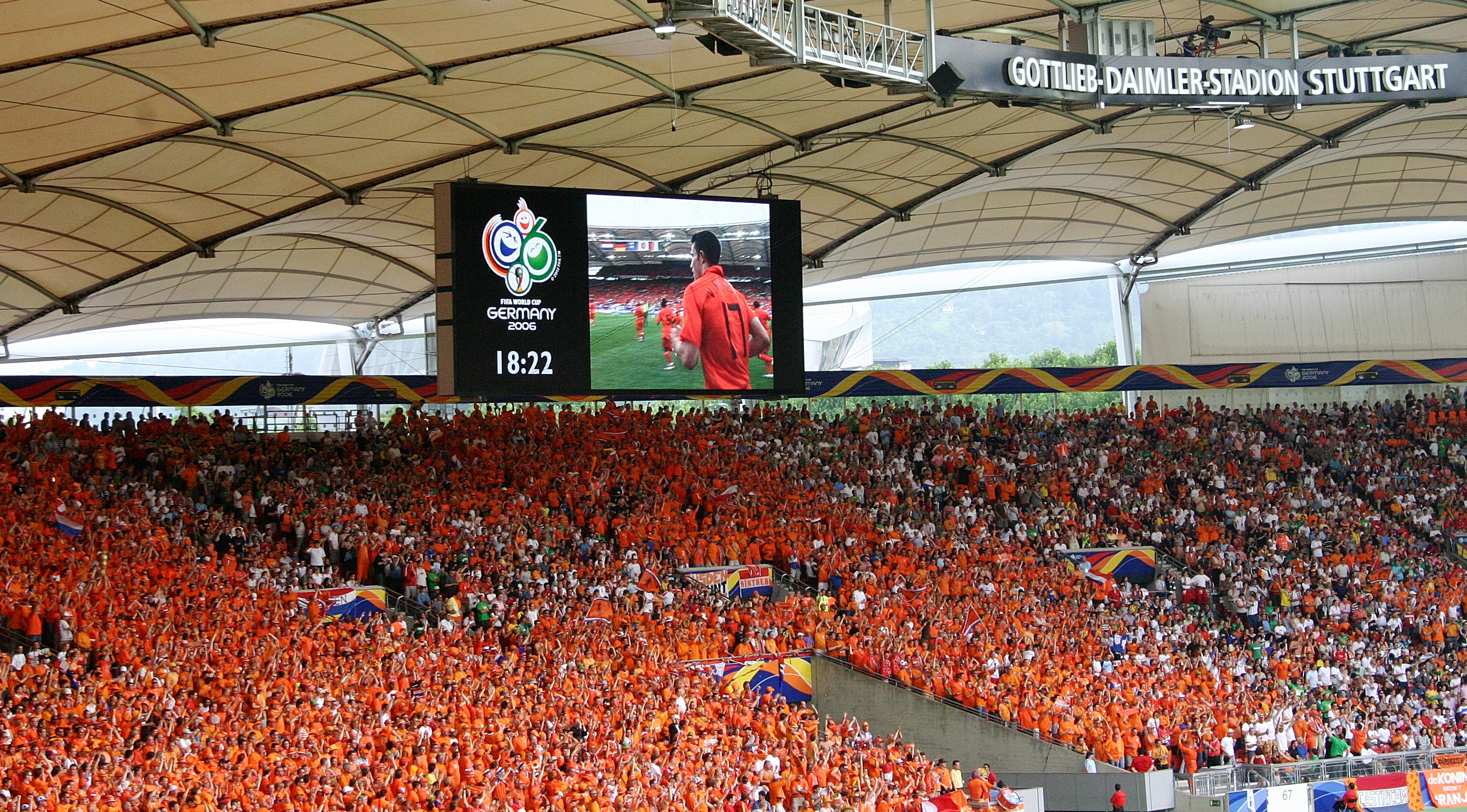
La curva dei tifosi dei Paesi Bassi nella tradizionale divisa arancione

Nella prima giornata del gruppo della morte l'Argentina, vicecampione d'America e della Confederations Cup, sconfisse la Costa d'Avorio per 2-1 grazie ai gol di Hernán Crespo e Javier Saviola (di Didier Drogba la rete ivoriana) mentre i Paesi Bassi batterono per 1-0 i serbomontenegrini con un gol di Arjen Robben. Il 16 giugno le gerarchie vennero definite: l'Argentina inflisse alla Serbia e Montenegro una sconfitta per 6-0 (con la doppietta di Maxi Rodríguez, i gol di Esteban Cambiasso ed Hernán Crespo e le prime reti mondiali dei due giovani Lionel Messi e Carlos Tévez), mentre gli oranje batterono gli ivoriani per 2-1, qualificandosi anche loro. Le partite del 21 giugno servirono solo a stabilire la classifica finale, a qualificazioni già decise: argentini e olandesi pareggiarono per 0-0, risultato che permise ai sudamericani di vincere il girone per la miglior differenza reti (+7 contro il +2 olandese), mentre nell'altra partita gli ivoriani rimontarono da 0-2 a 3-2, ottenendo una vittoria che li consolò dall'eliminazione dal mondiale.

#### Gruppo D

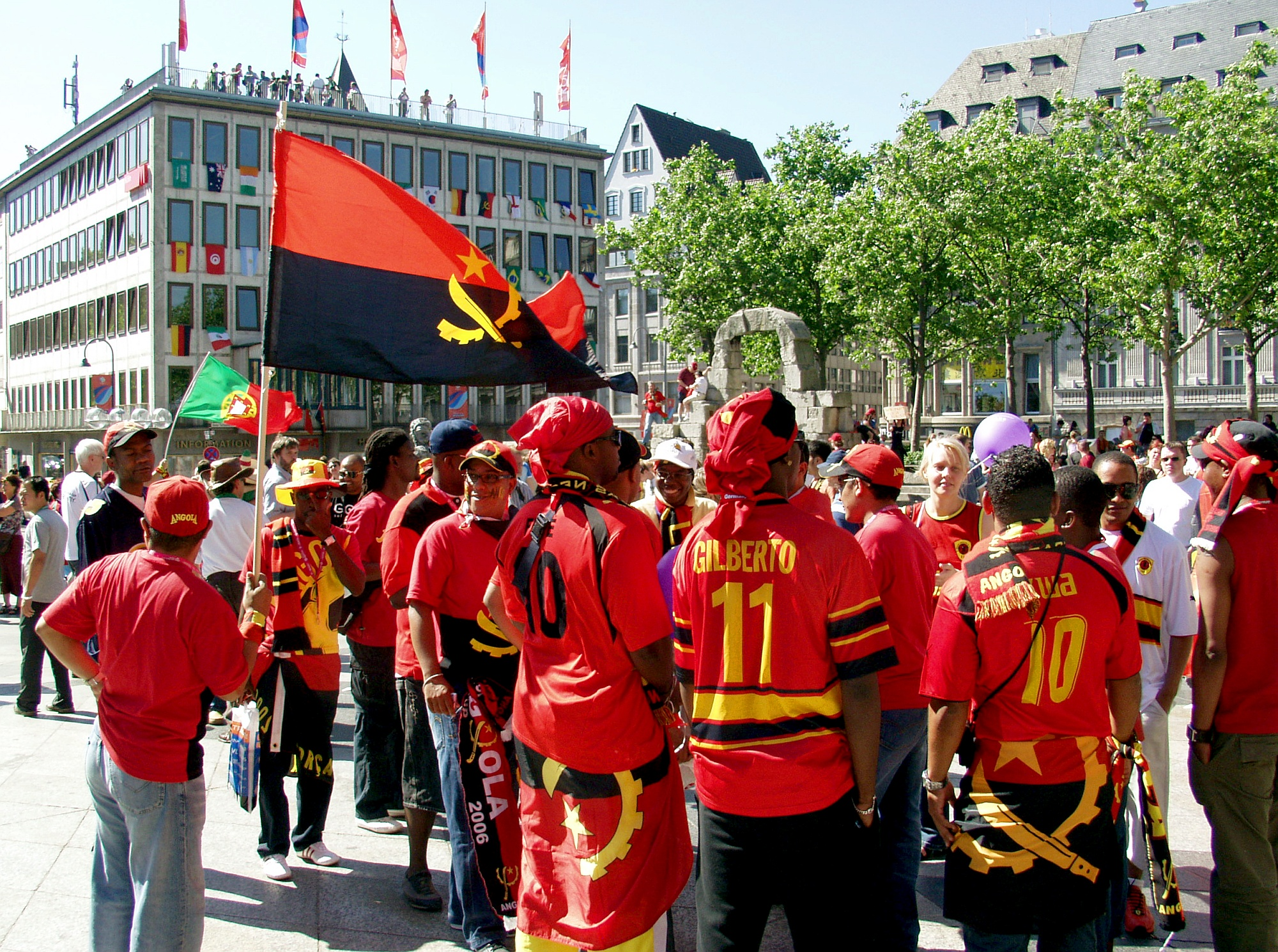
Tifosi angolani a Colonia

A differenza del Gruppo C, quello D era considerato il girone più abbordabile per due delle nazionali che vi facevano parte. Come da pronostico, il Portogallo, finalista europeo uscente, e il Messico guidarono il girone dalla prima giornata; i nordamericani batterono l'Iran per 3-1, mentre i lusitani sconfissero l'Angola in una gara molto sentita per gli africani, visto che si trattava del loro esordio alla fase finale di un mondiale ed erano stati, fino al 1975, una colonia portoghese. Nella giornata successiva il Portogallo batté l'Iran per 2-0 e ottenne la qualificazione agli ottavi con un turno d'anticipo, mentre il Messico, dopo aver pareggiato per 0-0 con l'Angola, si qualificò solo all'ultimo turno, grazie al pareggio (1-1) tra Angola e Iran, nonostante la sconfitta per 2-1 contro i lusitani.

#### Gruppo E

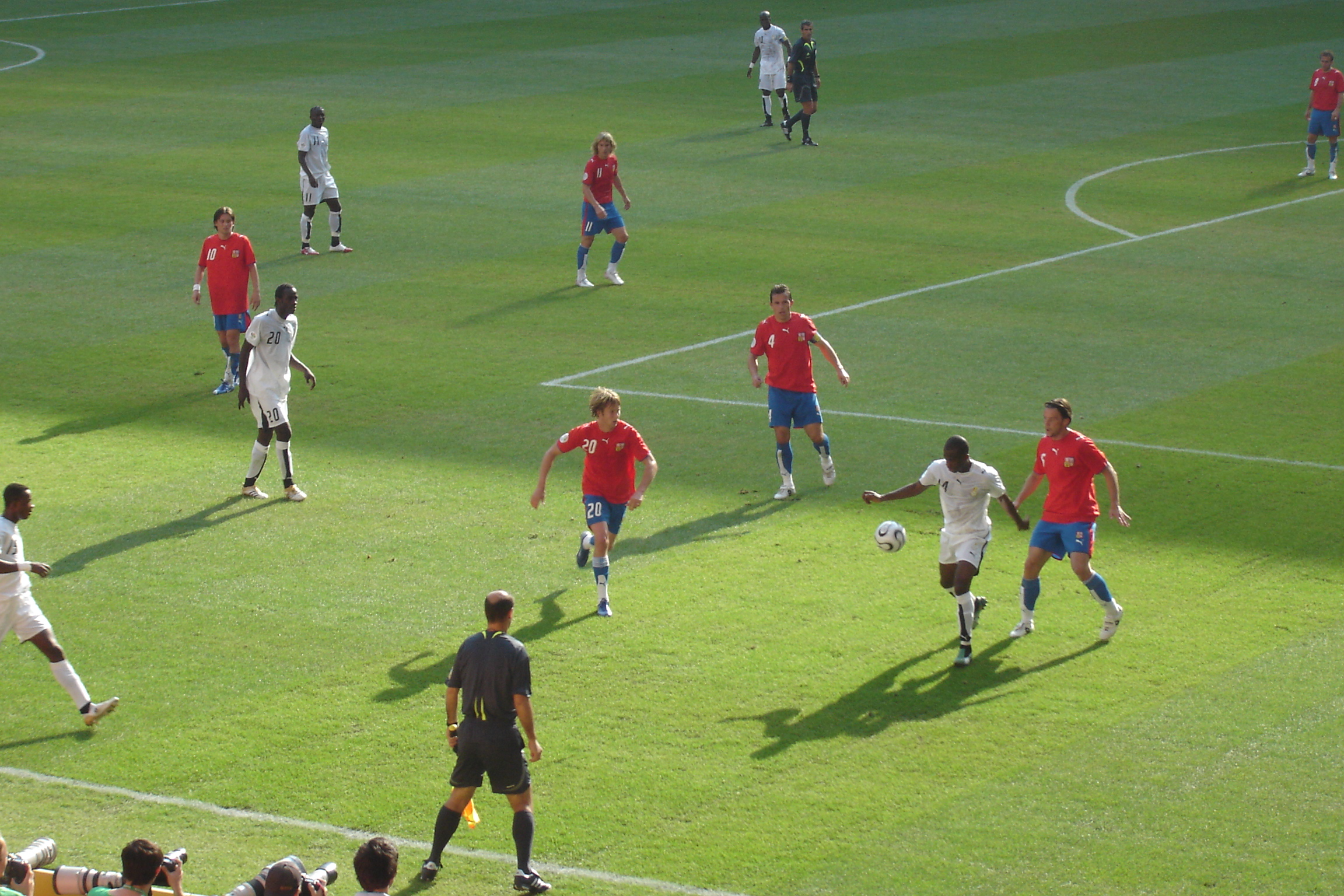
La durante la sfida contro il

Il gruppo E iniziò il 12 giugno con Stati Uniti-Rep. Ceca, vinta dai cechi per 3-0, e proseguì in serata con Italia-Ghana, con gli azzurri che vinsero l'incontro per 2-0 grazie alle reti di Andrea Pirlo nel primo tempo e Vincenzo Iaquinta nel secondo. Il 17 giugno il Ghana superò per 2-0 i cechi, mentre a Kaiserslautern l'Italia, dopo essere passata in vantaggio con Alberto Gilardino, venne raggiunta dagli Stati Uniti a causa di un autogol di Cristian Zaccardo; la gara fu così intensa sul piano agonistico che le due squadre conclusero in 10 contro 9, con Daniele De Rossi che fu espulso per una gomitata allo statunitense Brian McBride, gesto che gli costò 4 giornate di squalifica. Nell'ultima giornata gli azzurri, obbligati a vincere per evitare di incontrare i campioni in carica del Brasile agli ottavi di finale, lottarono ad Amburgo contro una Rep. Ceca anch'essa in cerca della qualificazione: nel primo tempo segnò di testa Marco Materazzi (subentrato dopo pochi minuti ad Alessandro Nesta, fermato da un infortunio, il terzo in altrettanti mondiali consecutivi per il difensore all'epoca in forza al Milan), mentre all'87' Filippo Inzaghi realizzò la rete del 2-0 che qualificò l'Italia come testa di serie del girone con 7 punti. Nell'altra partita il Ghana riuscì a sconfiggere gli statunitensi per 2-1 e ottenne la qualificazione agli ottavi di finale nella sua prima partecipazione ai mondiali.

#### Gruppo F
Già dalle prime partite del girone F si capì che prevalere non sarebbe stato facile per le favorite Croazia e Brasile, quest'ultimo campione del Sudamerica e del mondo in carica, nonché detentore della Confederations Cup. L'Australia, tornata alla fase finale dopo l'edizione del 1974 e allenata da Guus Hiddink, sconfisse il Giappone per 3-1, mentre il Brasile, pur giocando al di sotto delle aspettative, batté la Croazia per 1-0 con gol di Kaká. Nella giornata successiva i verdeoro si qualificarono con un turno d'anticipo battendo l'Australia per 2-0, con gol di Adriano e Fred, mentre croati e giapponesi pareggiarono per 0-0. Nell'ultimo turno i campioni in carica batterono il Giappone per 4-1 con doppietta di Ronaldo (che eguagliò il record di Gerd Müller di 14 gol nei mondiali) e gol di Juninho e Gilberto. Costretta a vincere, la Croazia passò due volte in vantaggio, ma venne rimontata ambo le volte dall'Australia, che superò così per la prima volta nella storia la fase a gironi di un campionato mondiale.

#### Gruppo G

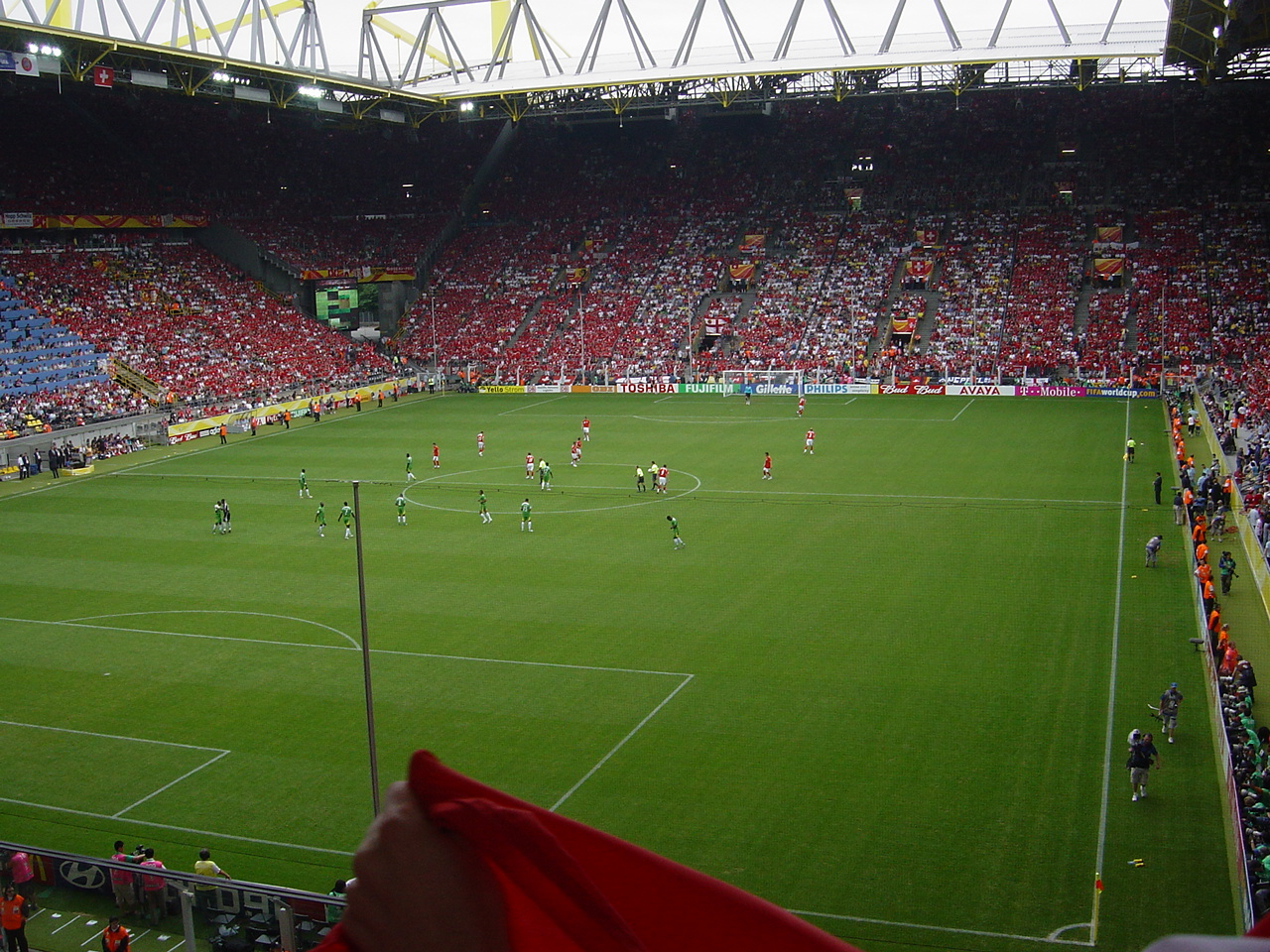

Nella gara di debutto del gruppo G Francia e Svizzera pareggiarono per 0-0, mentre la Corea del Sud, dopo il controverso quarto posto al mondiale di quattro anni prima giocato in casa, vinse facilmente contro il Togo, compagine all'esordio in un mondiale. In Francia-Corea del Sud i francesi passarono in vantaggio con Thierry Henry al 9', ma vennero raggiunti da Park Ji-sung all'81', dopo una serie di errori difensivi, e recriminarono per un gol non convalidato dall'arbitro. Dopo la vittoria elvetica sul Togo per 2-0, la Francia, con il rischio di uscire al primo turno come nel 2002 e per giunta priva dello squalificato Zinédine Zidane, doveva dunque sconfiggere gli africani con almeno due reti di scarto; vi riuscì, vincendo per 2-0 e qualificandosi agli ottavi insieme alla Svizzera, che, da par suo, aveva sconfitto i sudcoreani con lo stesso punteggio.

#### Gruppo H
Nell'ultimo raggruppamento la Spagna ottenne 3 vittorie in 3 incontri, segnando 8 reti e subendone una: dopo l'esordio contro l'Ucraina vinto per 4-0, le furie rosse vinsero in rimonta contro la Tunisia per 3-1, mentre all'ultima giornata sconfissero l'Arabia Saudita per 1-0. Oltre alla Spagna passò il turno l'Ucraina, al suo esordio al mondiale: dopo un esordio da dimenticare, la selezione gialloblù sconfisse i sauditi per 4-0 e la Tunisia per 1-0. I già eliminati sauditi e tunisini ottennero un solo punto nello scontro diretto, con un 2-2 alla prima giornata.

### Fase a eliminazione diretta

#### Ottavi di finale
Gli ottavi abbinarono la Germania con la Svezia, l'Argentina con il Messico, l'Italia con l'Australia, l'Ucraina con la Svizzera, l'Inghilterra con l'Ecuador, il Portogallo con i Paesi Bassi, il Brasile con il Ghana e la Francia con la Spagna. Le partite si disputarono tra il 24 e il 27 giugno.
La prima a qualificarsi fu la Germania, che eliminò la Svezia battendola per 2-0 con doppietta di Lukas Podolski nei primi 12', mentre in serata l'Argentina, dopo una brillante prima fase, soffrì contro il Messico andando in svantaggio dopo 6'; riuscì, però, a pareggiare con Hernán Crespo e poi, ai supplementari, Maxi Rodríguez segnò la rete del 2-1 che permise alla Selección di qualificarsi e affrontare i padroni di casa a Berlino. Il 25 giugno, l'Inghilterra sconfisse l'Ecuador con una rete su calcio di punizione di David Beckham, mentre il Portogallo eliminò i Paesi Bassi battendoli 1-0 in una gara molto accesa, conclusa in 9 contro 9.
Il 26 giugno, l'Italia tornò a Kaiserslautern per sfidare l'Australia: l'incontro si rivelò più difficile del previsto per i favoriti Azzurri, costretti dall'inizio del secondo tempo a giocare in inferiorità numerica a causa dell'espulsione di Marco Materazzi (colpevole di aver interrotto una chiara occasione da rete per gli avversari). Quando la partita pareva ormai indirizzarsi verso i supplementari, allo scadere del recupero l'australiano Lucas Neill arginò fallosamente in area uno spunto dell'italiano Fabio Grosso: ne nacque un calcio di rigore che Francesco Totti trasformò per l'1-0 che valse il passaggio al turno successivo.
In serata, Svizzera - Ucraina, dopo lo 0-0 dei tempi regolamentari e supplementari, fu decisa ai rigori per 3-0 in favore degli ucraini: la squadra di Ševčenko si qualificò così per la prima volta anche ai quarti di finale, mentre gli elvetici lasciarono Germania 2006 pur vantando un singolare record: in quattro partite non hanno mai subìto gol, risultando la miglior difesa del torneo. Il Brasile eliminò il Ghana 3-0, grazie anche alla rete che vale a Ronaldo, autore del primo gol, il titolo di capocannoniere della storia dei mondiali con 15 reti in tre edizioni (4 nel 1998, 8 nel 2002 e 3 nel Mondiale tedesco), mentre nella sfida tra Spagna e Francia, dopo l'iniziale vantaggio spagnolo, i transalpini vinsero 3-1, accedendo al turno successivo.

#### Quarti di finale
I quarti di finale abbinarono Germania-Argentina, Italia-Ucraina, Inghilterra-Portogallo e Brasile-Francia, e si disputarono il 30 giugno e il 1º luglio.
Nel primo incontro a Berlino, l'Argentina cercò la rivincita della finale del campionato del mondo 1990 persa a Roma contro i tedeschi: al 49' la squadra di Pekerman passò in vantaggio con Roberto Ayala, ma all'80' Klose segnò il gol del pareggio che portò la gara ai tempi supplementari e poi ai rigori. Dal dischetto i tedeschi realizzarono 4 rigori su 4, mentre Jens Lehmann parò due tiri di rigore. Il portiere dichiarerà poi che si era preparato dei bigliettini su cui aveva studiato, il giorno prima, i movimenti dei calciatori sudamericani nell'eventualità che la gara si decidesse ai rigori. In serata, l'Italia fece ritorno ad Amburgo contro l'Ucraina, e andò in vantaggio dopo pochi minuti con Gianluca Zambrotta per poi nel secondo tempo, dopo aver subito il pressing ucraino, chiudere la partita con due gol di Luca Toni, vincendo 3-0 e qualificandosi per la semifinale contro la Germania. Il giorno dopo la gara tra Inghilterra e Portogallo, finita 0-0 dopo i tempi supplementari, fu decisa ai rigori a favore dei lusitani per 3-1, che inflissero agli inglesi la terza eliminazione ai tiri dal dischetto dopo quelle del 1990 e del 1998 e si qualificarono alle semifinali per la prima volta dopo l'edizione del 1966. Nell'ultima gara tra Francia e Brasile, i Verdeoro, grandi favoriti alla vigilia e alla ricerca della rivincita della finale del campionato del mondo 1998, furono sconfitti per 1-0 da un gol di Thierry Henry e abbandonarono il torneo dopo tre finali consecutive nelle precedenti edizioni, due delle quali vinte (1994 e 2002).

#### Semifinali

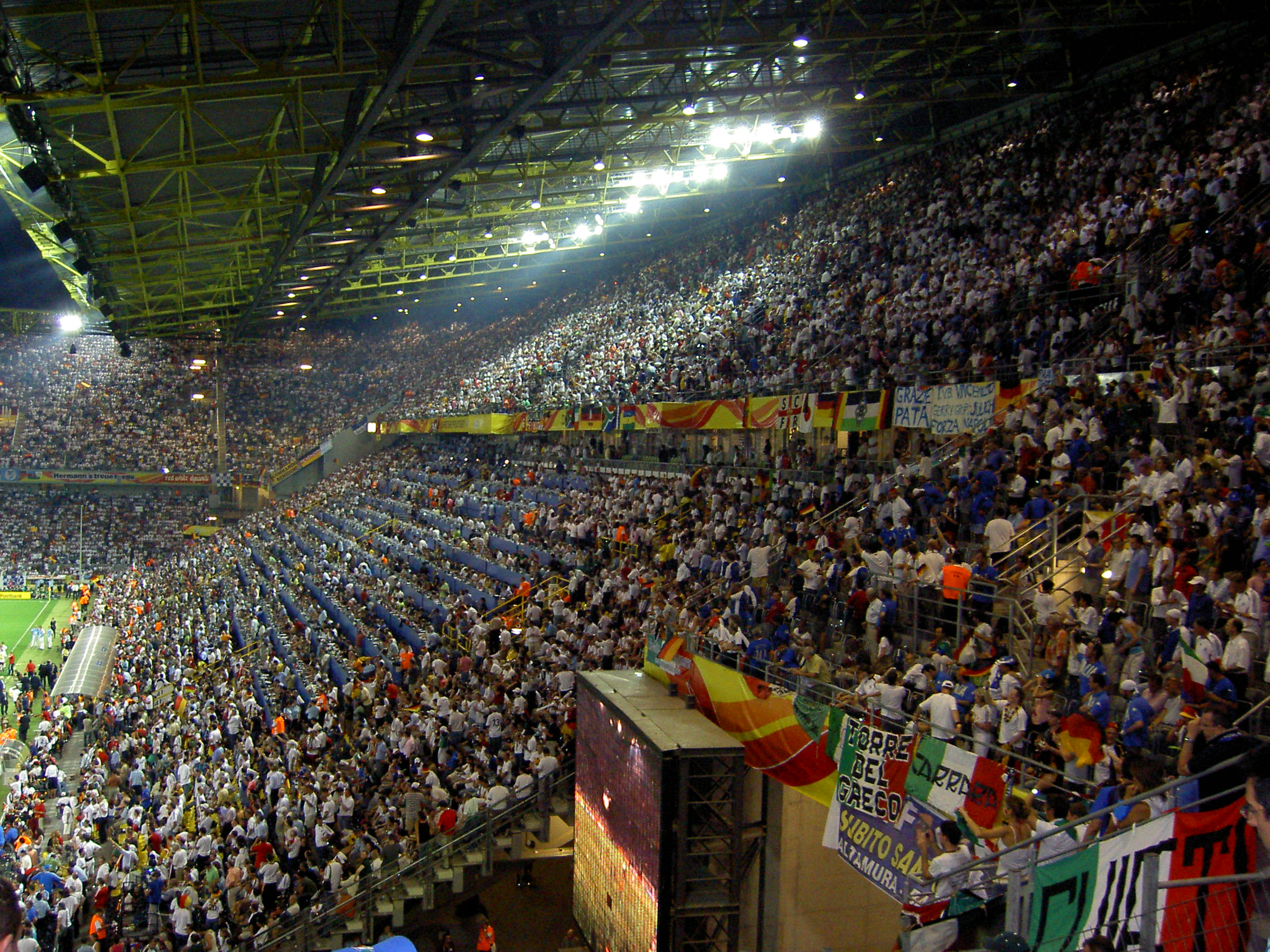
La semifinale tra Italia e Germania fu giocata in un'atmosfera particolarmente calda per via delle caratteristiche del Westfalenstadion

Per la quarta volta nella storia dei Mondiali le semifinaliste furono Nazionali dello stesso continente, e per giunta tutte europee: era già successo nel 1934, nel 1966 e nel 1982.
Il 4 luglio a Dortmund si sfidarono Germania e Italia, in uno stadio tradizionalmente favorevole ai tedeschi, sempre vittoriosi nella città della Renania Settentrionale-Vestfalia. Gli Azzurri sembrarono prevalere sui tedeschi, ma al 90' il risultato rimase fermo sullo 0-0. Si giocarono quindi i tempi supplementari, durante i quali Gilardino e Zambrotta colpirono rispettivamente un palo e una traversa. Al 119', sugli sviluppi di un calcio d'angolo, Andrea Pirlo servì Grosso che, tirando di sinistro dal limite dell'area piccola, portò l'Italia in vantaggio: l'urlo della sua esultanza ricordò a molti, in Italia, quello di Marco Tardelli nella finale di Madrid del 1982. Un minuto dopo, con i tedeschi sbilanciati in attacco, partì un veloce contropiede italiano in cui Fabio Cannavaro rubò palla e la cedette a Totti che la passò in avanti a Gilardino, il quale si portò al limite dell'area di rigore e servì l'accorrente Alessandro Del Piero, smarcatosi sulla sinistra dopo una cavalcata partita dalla sua area di rigore, che segnò il definitivo 2-0. L'Italia tornò quindi in finale dopo 12 anni ed eliminò la Germania per la terza volta nella storia dei Mondiali (in precedenza l'aveva sconfitta nel 1970 in semifinale e nel 1982 in finale).
L'altra semifinale, giocata a Monaco di Baviera il 5 luglio, vide la Francia superare per 1-0 il Portogallo. Decisiva risultò una rete di Zinédine Zidane su calcio di rigore al 33'. I francesi si qualificarono così per la seconda finale in tre edizioni. In questa partita ci fu il controverso episodio dell'insulto (in lingua spagnola) da parte di Zidane rivolto all'arbitro uruguaiano Jorge Larrionda (il quale probabilmente fece finta di non sentire).

#### Finale per il terzo posto
La finale per il terzo posto tra le sconfitte in semifinale Germania e Portogallo si tenne l'8 luglio a Stoccarda, e vide i tedeschi imporsi per 3-1. Il centravanti Miroslav Klose guadagnò il titolo di capocannoniere del torneo con 5 reti segnate (4 anni prima in Giappone e Corea del Sud si era classificato secondo dietro a Ronaldo, segnando lo stesso numero di gol). Per i tedeschi e per il loro allenatore Jürgen Klinsmann, il 3º posto venne celebrato come un risultato sostanzialmente positivo, mentre il Portogallo, con il 4º posto, ottenne il miglior risultato nella storia dei Mondiali negli ultimi 40 anni.

#### Finale
Nella finale, giocata il 9 luglio allo stadio Olimpico di Berlino, l'Italia cercò la rivincita contro la Francia, dopo avere perso in modo beffardo la finale del campionato europeo del 2000. La Francia passò in vantaggio con un gol di Zidane al 7' su calcio di rigore calciato a cucchiaio, nel quale la palla colpì prima la traversa e poi oltrepassò la linea di porta. L'Italia reagì pareggiando con Materazzi al 19' sugli sviluppi di un calcio d'angolo. Dopo un primo tempo in cui l'Italia sembrava aver giocato meglio (un altro colpo di testa di Materazzi fu respinto sulla linea di porta e uno di Toni finì sulla traversa), nel secondo tempo gli Azzurri soffrirono chiudendosi in difesa e lasciando spazio alle giocate transalpine, che però non riuscirono a produrre azioni da gol grazie a una difesa italiana ben schierata.

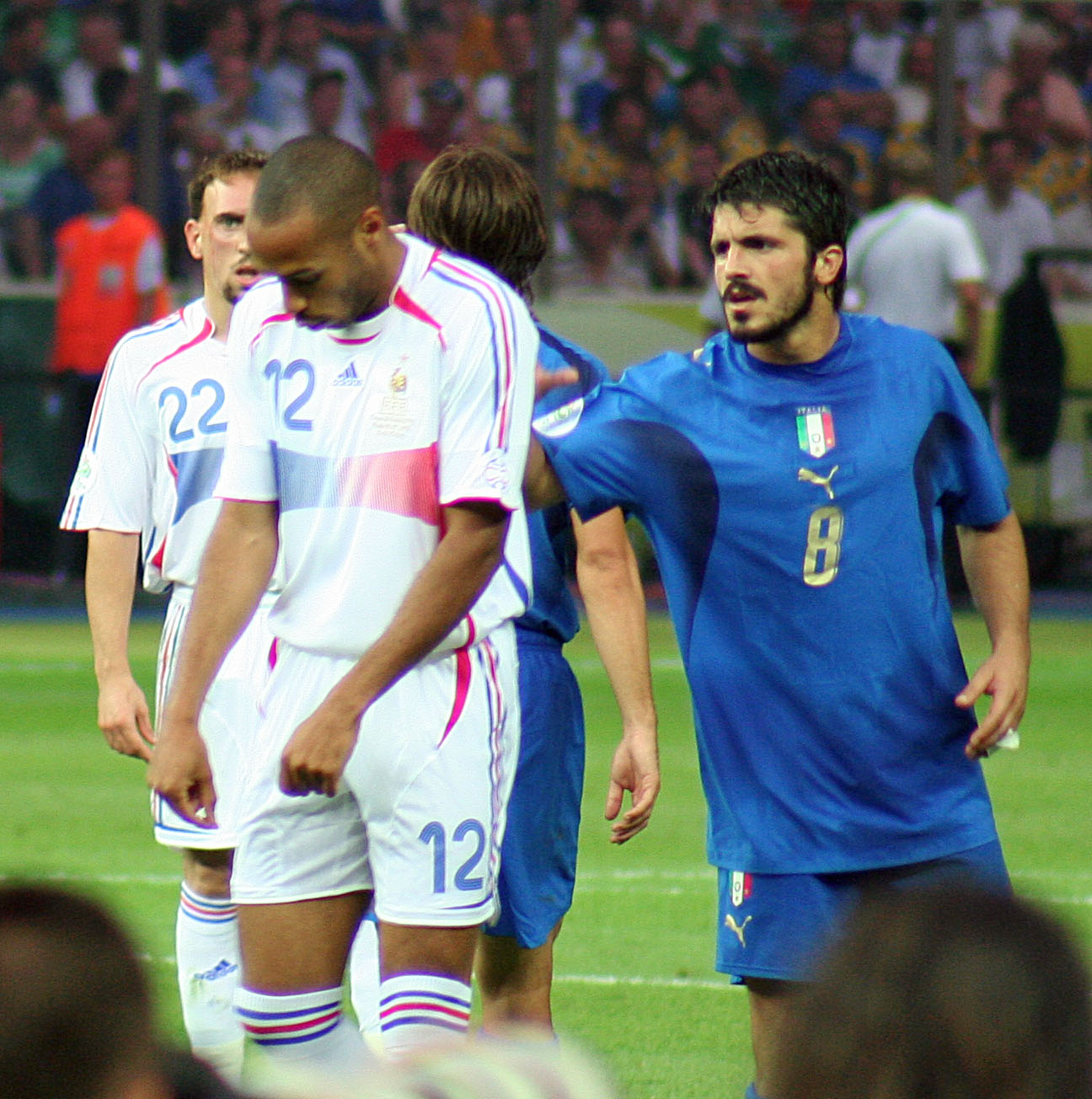
Il francese Henry e l'italiano Gattuso durante la finale di Berlino

Nonostante il predominio francese, l'Italia ebbe un'occasione per passare in vantaggio, ma si vide annullare un gol di testa di Luca Toni per fuorigioco. Anche durante i supplementari i francesi continuarono ad attaccare creando due pericoli: un tiro di Franck Ribéry, di poco fuori, e un colpo di testa di Zidane, sventato grazie a una grande parata di Gianluigi Buffon, poi eletto migliore portiere del torneo. Al 111' Zidane fu espulso dall'arbitro Horacio Elizondo, su indicazione del quarto ufficiale di gara, per avere colpito intenzionalmente Materazzi con una testata. Al termine dei 120 minuti di gioco il risultato era ancora fermo sull'1-1 e l'assegnazione della Coppa del mondo si decise ai tiri di rigore per la seconda volta nella storia, dopo il Mondiale 1994 in cui l'Italia aveva perso contro il Brasile per 3-2. Dopo quattro rigori a testa, l'Italia era a punteggio pieno, mentre la Francia era ferma a 3 gol (Trezeguet fallì il secondo tiro dei Bleus colpendo la traversa, mentre segnarono Pirlo, Materazzi, De Rossi e Del Piero per l'Italia e Wiltord, Abidal e Sagnol per la Francia). Fabio Grosso, che aveva già deciso le sfide con l'Australia e con la Germania, segnò il rigore del definitivo 5-3 e permise all'Italia di vincere il diciottesimo campionato mondiale di calcio, il quarto della storia Azzurra dopo i successi del 1934, 1938 e 1982.
Zidane, che alla vigilia della manifestazione aveva annunciato che avrebbe lasciato l'attività agonistica dopo quella finale, all'età di 34 anni terminò la propria carriera con la sconfitta e l'espulsione, ma fu comunque premiato dalla FIFA come migliore giocatore del Mondiale, davanti a Fabio Cannavaro e Andrea Pirlo; a quest'ultimo andò anche il riconoscimento come migliore in campo della finale. Nelle settimane successive alla finale, la stampa sportiva mondiale cercò di scoprire quale frase Materazzi avesse rivolto a Zidane per suscitarne una così violenta reazione. Gli istanti del rigore finale di Fabio Grosso furono in seguito riprodotti nel video di Waka Waka, la canzone di Shakira scelta come inno del successivo campionato del mondo 2010.
Secondo la critica la vittoria fu raggiunta dall'Italia di Lippi attraverso un gioco corale molto organizzato, un'eccezionale forza fisica e, come nella migliore tradizione italiana, una solida difesa, che in sette partite concesse soltanto un gol su calcio di rigore e un'autorete. Un altro fattore decisivo per la vittoria finale fu la capacità di non dipendere da un solo giocatore, come conferma il fatto che i dodici gol dell'Italia nel torneo furono segnati da dieci calciatori diversi.

## In televisione

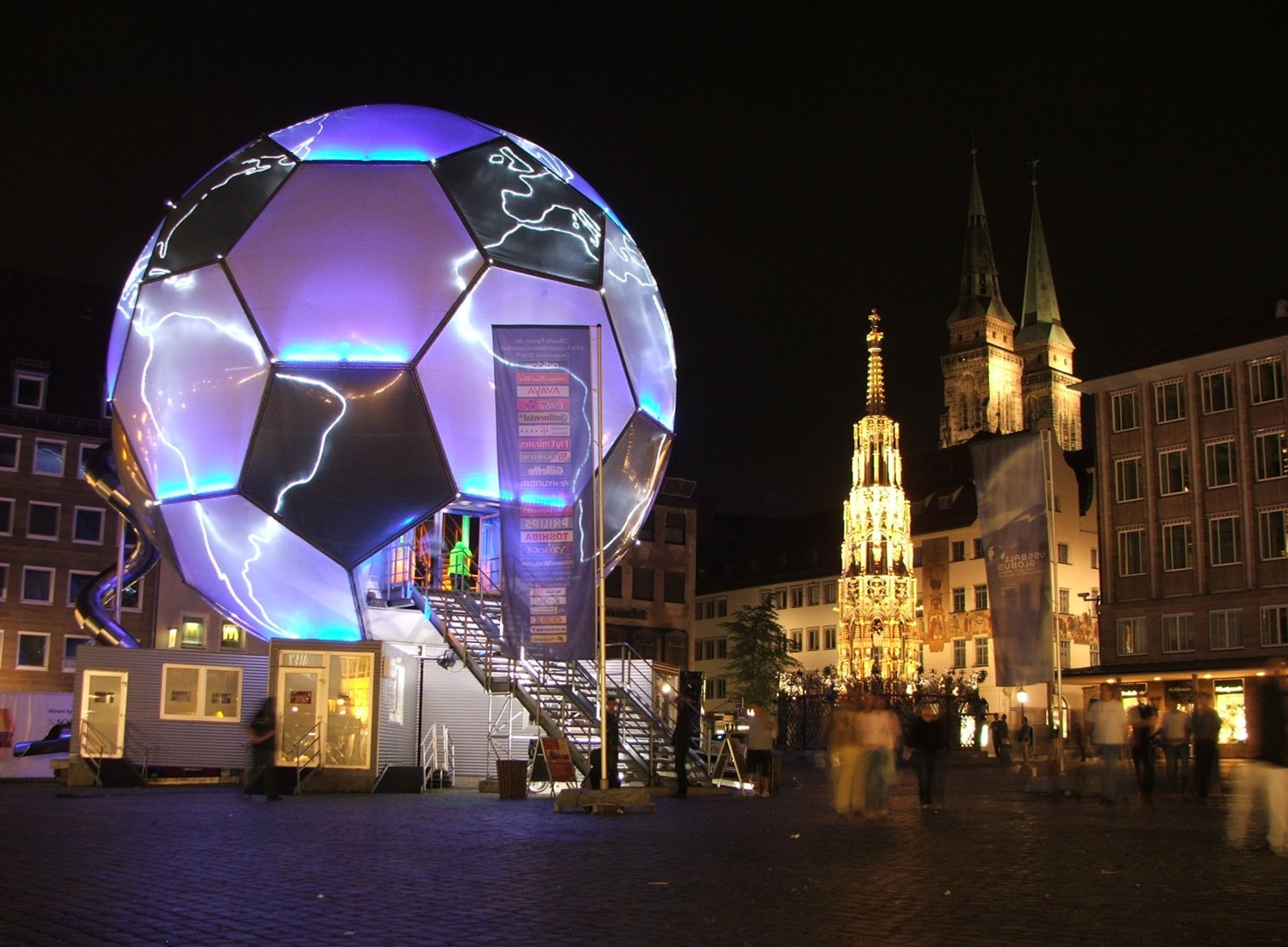
La notte di Norimberga illuminata da un pallone gigante

Il numero di spettatori televisivi di questa edizione dei Mondiali, trasmessa in 214 stati, fu 2,29 miliardi cumulando tutte le partite, la cifra più alta fino a quel momento per i Mondiali.
Secondo alcune stime la FIFA guadagnò dall'organizzazione del Mondiale circa 1,4 miliardi di dollari, molti dei quali provenienti dalla cessione dei diritti televisivi e una parte importante anche dalla sponsorizzazione del sito web ufficiale (che, coprodotto con Yahoo, registrò un gran numero di visitatori). Il giro d'affari globale complessivo legato allo svolgimento del Mondiale fu stimato dal britannico Centre for Economics and Business Research in circa 25 miliardi di dollari di incremento di consumi, principalmente in Europa. L'Istituto di Ricerche Economiche di Monaco di Baviera stimò nello 0,25% il possibile effetto positivo sull'economia tedesca. In uno studio intitolato "Soccereconomics 2006", finanziato dalla banca olandese ABN-AMRO, si teorizzò che i risultati avrebbero influito sul consumo: la conclusione prevedeva che il maggior influsso sull'economia sarebbe potuto derivare da un'eventuale finale Germania-Italia, in cui i padroni di casa avessero perso. Secondo una previsione di Goldman Sachs, effettuata secondo calcoli prevalentemente statistici, ci si sarebbe attesa invece la vittoria del Brasile.

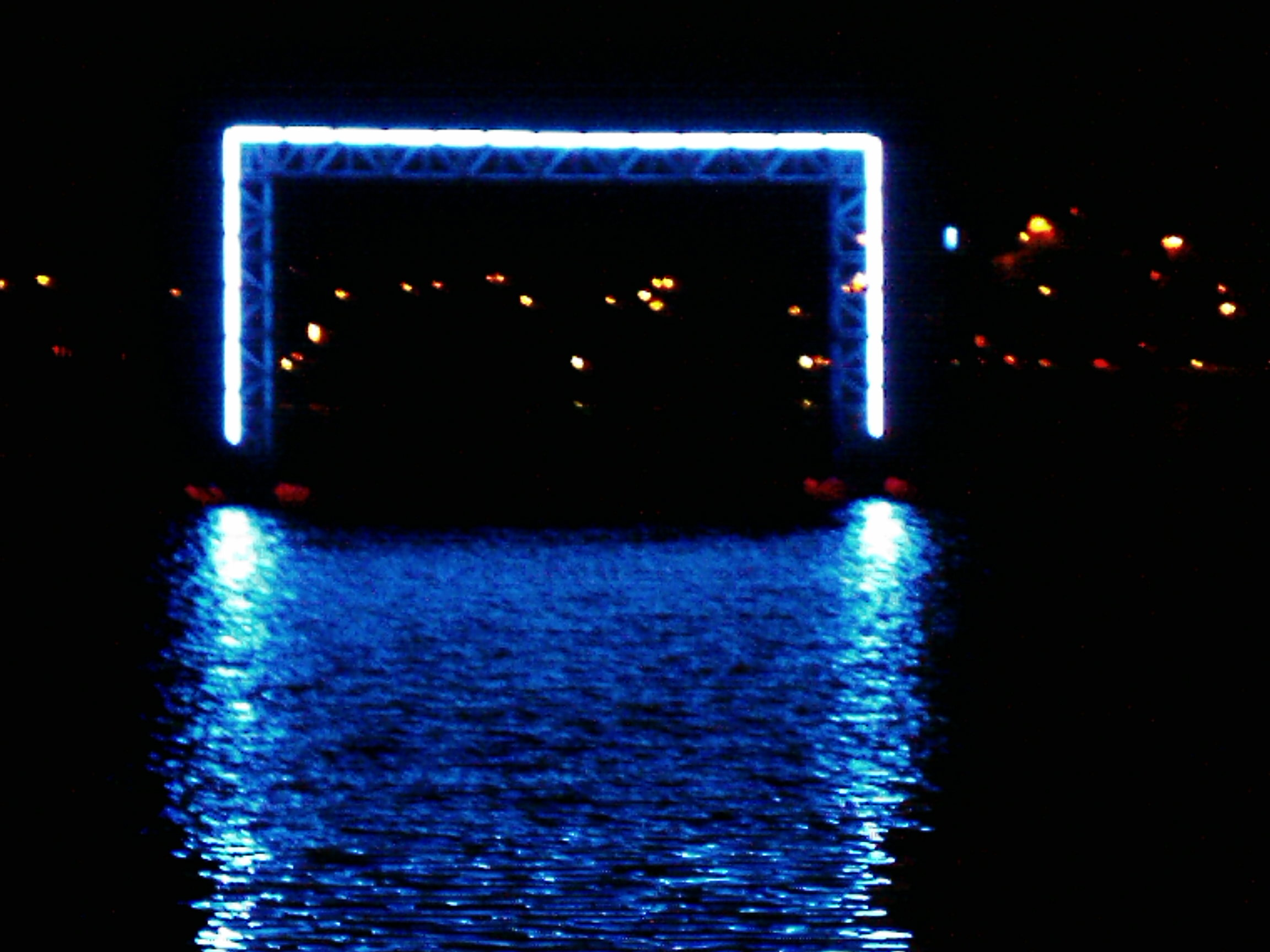
Una porta di neon illumina le notti di Amburgo

Secondo alcune stime circa un miliardo e duecentomila persone nel mondo (pari al 17% della popolazione del pianeta) avrebbero assistito via televisione alla finale. In molti paesi emergenti, fra cui India, Nepal, Corea e Bangladesh, vi furono rilevanti picchi di incremento nelle vendite di televisori (primo apparecchio). Nei paesi sviluppati fu questa la prima edizione dei Mondiali diffusa in alta definizione. Negli Stati Uniti l'incremento di spettatori rispetto alla passata edizione fu del 112%, mentre a Boston per la prima volta 10000 persone si radunarono per assistere alla partita su un maxi-schermo nella piazza del municipio.
Per la prima volta la RAI non trasmise tutte le partite del Mondiale, ma solo una al giorno. I diritti di tutti i match furono acquistati da SKY Italia. Per la prima volta in Italia una televisione satellitare detenne tutti i diritti di trasmissione delle partite. Anche in altre nazioni le televisioni a pagamento trasmisero i Mondiali. In Spagna, le due nuove tv nate dalla riforma televisiva, Cuatro e La Sexta, trasmisero le partite del Mondiale, con la seconda che comprò i diritti per alcune partite e per questioni di copertura cedette poi alla prima le partite di maggior interesse generale. Grazie alla finale Cuatro fu per la prima volta il canale più visto.
La società di analisi web Nielsen NetRatings ha stimato che circa 3400000 utenti unici abbiano visitato il sito sportivo della BBC durante la manifestazione, con una media di circa 23' di permanenza media per utente. Il sito inglese sarebbe stato in assoluto il più visto, tre volte di più di quello della FIFA.

## Risultati

### Fase a gironi

#### Gruppo A

##### Classifica
| Pos. | Squadra    | Pt | G | V | N | P | GF | GS | DR |
| ---- | ---------- | -- | - | - | - | - | -- | -- | -- |
| 1.   | Germania   | 9  | 3 | 3 | 0 | 0 | 8  | 2  | +6 |
| 2.   | Ecuador    | 6  | 3 | 2 | 0 | 1 | 5  | 3  | +2 |
| 3.   | Polonia    | 3  | 3 | 1 | 0 | 2 | 2  | 4  | −2 |
| 4.   | Costa Rica | 0  | 3 | 0 | 0 | 3 | 3  | 9  | −6 |

##### Incontri
| Arbitro: | Elizondo |

|                                   |           |                   |
| Lahm 6’ Klose 17’, 61’ Frings 87’ | Marcatori | 12’, 73’ Wanchope |

| Arbitro: | Kamikawa |

|  |           |                            |
|  | Marcatori | 24’ C. Tenorio 80’ Delgado |

| Arbitro: | Medina Cantalejo |

|                |           |  |
| Neuville 90+1’ | Marcatori |  |

| Arbitro: | Codjia |

|                                          |           |  |
| C. Tenorio 8’ Delgado 54’ Kaviedes 90+2’ | Marcatori |  |

| Arbitro: | Ivanov |

|  |           |                            |
|  | Marcatori | 4’, 44’ Klose 57’ Podolski |

| Arbitro: | Maidin |

|           |           |                  |
| Gómez 25’ | Marcatori | 33’, 66’ Bosacki |

#### Gruppo B

##### Classifica
| Pos. | Squadra           | Pt | G | V | N | P | GF | GS | DR |
| ---- | ----------------- | -- | - | - | - | - | -- | -- | -- |
| 1.   | Inghilterra       | 7  | 3 | 2 | 1 | 0 | 5  | 2  | +3 |
| 2.   | Svezia            | 5  | 3 | 1 | 2 | 0 | 3  | 2  | +1 |
| 3.   | Paraguay          | 3  | 3 | 1 | 0 | 2 | 2  | 2  | 0  |
| 4.   | Trinidad e Tobago | 1  | 3 | 0 | 1 | 2 | 0  | 4  | −4 |

##### Incontri
| Arbitro: | Rodríguez |

|                   |           |  |
| Gamarra 3’ (aut.) | Marcatori |  |

| Dortmund 10 giugno 2006, ore 18:00 UTC+2 | Trinidad e Tobago | 0 – 0 referto | Svezia | Westfalenstadion (62 959 spett.)\| Arbitro: \| Maidin \| |
| Arbitro:                                 | Maidin            |               |        |                                                          |

| Arbitro: | Kamikawa |

|                          |           |  |
| Crouch 83’ Gerrard 90+1’ | Marcatori |  |

| Arbitro: | Micheľ |

|               |           |  |
| Ljungberg 89’ | Marcatori |  |

| Arbitro: | Busacca |

|                         |           |                         |
| Allbäck 51’ Larsson 90’ | Marcatori | 34’ J. Cole 85’ Gerrard |

| Arbitro: | Rosetti |

|                              |           |  |
| Sancho 25’ (aut.) Cuevas 86’ | Marcatori |  |

#### Gruppo C

##### Classifica
| Pos. | Squadra             | Pt | G | V | N | P | GF | GS | DR |
| ---- | ------------------- | -- | - | - | - | - | -- | -- | -- |
| 1.   | Argentina           | 7  | 3 | 2 | 1 | 0 | 8  | 1  | +7 |
| 2.   | Paesi Bassi         | 7  | 3 | 2 | 1 | 0 | 3  | 1  | +2 |
| 3.   | Costa d'Avorio      | 3  | 3 | 1 | 0 | 2 | 5  | 6  | −1 |
| 4.   | Serbia e Montenegro | 0  | 3 | 0 | 0 | 3 | 2  | 10 | −8 |

##### Incontri
| Arbitro: | De Bleeckere |

|                        |           |            |
| Crespo 24’ Saviola 38’ | Marcatori | 82’ Drogba |

| Arbitro: | Merk |

|  |           |            |
|  | Marcatori | 18’ Robben |

| Arbitro: | Rosetti |

|                                                                   |           |  |
| M. Rodríguez 6’, 41’ Cambiasso 31’ Crespo 78’ Tévez 84’ Messi 88’ | Marcatori |  |

| Arbitro: | Ruiz |

|                                   |           |             |
| van Persie 23’ van Nistelrooy 27’ | Marcatori | 38’ B. Koné |

| Francoforte sul Meno 21 giugno 2006, ore 21:00 UTC+2 | Paesi Bassi      | 0 – 0 referto | Argentina | FIFA WM-Stadion Frankfurt (48 000 spett.)\| Arbitro: \| Medina Cantalejo \| |
| Arbitro:                                             | Medina Cantalejo |               |           |                                                                             |

| Arbitro: | Rodríguez |

|                                          |           |                    |
| Dindane 37’ (rig.), 67’ Kalou 86’ (rig.) | Marcatori | 10’ Žigić 20’ Ilić |

#### Gruppo D

##### Classifica
| Pos. | Squadra    | Pt | G | V | N | P | GF | GS | DR |
| ---- | ---------- | -- | - | - | - | - | -- | -- | -- |
| 1.   | Portogallo | 9  | 3 | 3 | 0 | 0 | 5  | 1  | +4 |
| 2.   | Messico    | 4  | 3 | 1 | 1 | 1 | 4  | 3  | +1 |
| 3.   | Angola     | 2  | 3 | 0 | 2 | 1 | 1  | 2  | −1 |
| 4.   | Iran       | 1  | 3 | 0 | 1 | 2 | 2  | 6  | −4 |

##### Incontri
| Arbitro: | Rosetti |

|                          |           |                  |
| Bravo 28’, 76’ Sinha 79’ | Marcatori | 36’ Golmohammadi |

| Arbitro: | Larrionda |

|  |           |            |
|  | Marcatori | 4’ Pauleta |

| Hannover 16 giugno 2006, ore 21:00 UTC+2 | Messico | 0 – 0 referto | Angola | FIFA Wm-Stadion Hannover (43 000 spett.)\| Arbitro: \| Maidin \| |
| Arbitro:                                 | Maidin  |               |        |                                                                  |

| Arbitro: | Poulat |

|                                |           |  |
| Deco 63’ C. Ronaldo 80’ (rig.) | Marcatori |  |

| Arbitro: | Micheľ |

|                             |           |             |
| Maniche 6’ Simão 24’ (rig.) | Marcatori | 29’ Fonseca |

| Arbitro: | Shield |

|                    |           |            |
| Bakhtiarizadeh 75’ | Marcatori | 60’ Flávio |

#### Gruppo E

##### Classifica
| Pos. | Squadra     | Pt | G | V | N | P | GF | GS | DR |
| ---- | ----------- | -- | - | - | - | - | -- | -- | -- |
| 1.   | Italia      | 7  | 3 | 2 | 1 | 0 | 5  | 1  | +4 |
| 2.   | Ghana       | 6  | 3 | 2 | 0 | 1 | 4  | 3  | +1 |
| 3.   | Rep. Ceca   | 3  | 3 | 1 | 0 | 2 | 3  | 4  | −1 |
| 4.   | Stati Uniti | 1  | 3 | 0 | 1 | 2 | 2  | 6  | −4 |

##### Incontri
| Arbitro: | Amarilla |

|  |           |                            |
|  | Marcatori | 5’ Koller 36’, 76’ Rosický |

| Arbitro: | Simon |

|                        |           |  |
| Pirlo 40’ Iaquinta 83’ | Marcatori |  |

| Arbitro: | Elizondo |

|  |           |                     |
|  | Marcatori | 2’ Gyan 82’ Muntari |

| Arbitro: | Larrionda |

|               |           |                     |
| Gilardino 22’ | Marcatori | 27’ (aut.) Zaccardo |

| Arbitro: | Archundia |

|  |           |                           |
|  | Marcatori | 26’ Materazzi 87’ Inzaghi |

| Arbitro: | Merk |

|                                 |           |             |
| Dramani 22’ Appiah 45+2’ (rig.) | Marcatori | 43’ Dempsey |

#### Gruppo F

##### Classifica
| Pos. | Squadra   | Pt | G | V | N | P | GF | GS | DR |
| ---- | --------- | -- | - | - | - | - | -- | -- | -- |
| 1.   | Brasile   | 9  | 3 | 3 | 0 | 0 | 7  | 1  | +6 |
| 2.   | Australia | 4  | 3 | 1 | 1 | 1 | 5  | 5  | 0  |
| 3.   | Croazia   | 2  | 3 | 0 | 2 | 1 | 2  | 3  | −1 |
| 4.   | Giappone  | 1  | 3 | 0 | 1 | 2 | 2  | 7  | −5 |

##### Incontri
| Arbitro: | El Fatah |

|                              |           |              |
| Cahill 84’, 89’ Aloisi 90+2’ | Marcatori | 26’ Nakamura |

| Arbitro: | Archundia |

|          |           |  |
| Kaká 44’ | Marcatori |  |

| Norimberga 18 giugno 2006, ore 15:00 UTC+2 | Giappone     | 0 – 0 referto | Croazia | Frankenstadion (41 000 spett.)\| Arbitro: \| De Bleeckere \| |
| Arbitro:                                   | De Bleeckere |               |         |                                                              |

| Arbitro: | Merk |

|                      |           |  |
| Adriano 49’ Fred 90’ | Marcatori |  |

| Arbitro: | Poulat |

|            |           |                                             |
| Tamada 34’ | Marcatori | 45+1’, 81’ Ronaldo 53’ Juninho 59’ Gilberto |

| Arbitro: | Poll |

|                      |           |                             |
| Srna 2’ N. Kovač 56’ | Marcatori | 38’ (rig.) Moore 79’ Kewell |

#### Gruppo G

##### Classifica
| Pos. | Squadra       | Pt | G | V | N | P | GF | GS | DR |
| ---- | ------------- | -- | - | - | - | - | -- | -- | -- |
| 1.   | Svizzera      | 7  | 3 | 2 | 1 | 0 | 4  | 0  | +4 |
| 2.   | Francia       | 5  | 3 | 1 | 2 | 0 | 3  | 1  | +2 |
| 3.   | Corea del Sud | 4  | 3 | 1 | 1 | 1 | 3  | 4  | −1 |
| 4.   | Togo          | 0  | 3 | 0 | 0 | 3 | 1  | 6  | −5 |

##### Incontri
| Arbitro: | Poll |

|                                    |           |           |
| Lee Chun-soo 54’ Ahn Jung-hwan 72’ | Marcatori | 31’ Kader |

| Stoccarda 13 giugno 2006, ore 18:00 UTC+2 | Francia | 0 – 0 referto | Svizzera | Gottlieb-Daimler-Stadion (52 000 spett.)\| Arbitro: \| Ivanov \| |
| Arbitro:                                  | Ivanov  |               |          |                                                                  |

| Arbitro: | Archundia |

|          |           |                  |
| Henry 9’ | Marcatori | 81’ Park Ji-sung |

| Arbitro: | Amarilla |

|  |           |                       |
|  | Marcatori | 16’ Frei 88’ Barnetta |

| Arbitro: | Larrionda |

|  |           |                      |
|  | Marcatori | 55’ Vieira 61’ Henry |

| Arbitro: | Elizondo |

|                       |           |  |
| Senderos 23’ Frei 77’ | Marcatori |  |

#### Gruppo H

##### Classifica
| Pos. | Squadra        | Pt | G | V | N | P | GF | GS | DR |
| ---- | -------------- | -- | - | - | - | - | -- | -- | -- |
| 1.   | Spagna         | 9  | 3 | 3 | 0 | 0 | 8  | 1  | +7 |
| 2.   | Ucraina        | 6  | 3 | 2 | 0 | 1 | 5  | 4  | +1 |
| 3.   | Tunisia        | 1  | 3 | 0 | 1 | 2 | 3  | 6  | −3 |
| 4.   | Arabia Saudita | 1  | 3 | 0 | 1 | 2 | 2  | 7  | −5 |

##### Incontri
| Arbitro: | Busacca |

|                                                  |           |  |
| Xabi Alonso 13’ Villa 17’, 48’ (rig.) Torres 81’ | Marcatori |  |

| Arbitro: | Shield |

|                        |           |                             |
| Jaziri 23’ Jaïdi 90+2’ | Marcatori | 57’ Al Kahtani 84’ Al Jaber |

| Arbitro: | Poll |

|  |           |                                                   |
|  | Marcatori | 4’ Rusol 36’ Rebrov 46’ Ševčenko 84’ Kalynychenko |

| Arbitro: | Simon |

|                                   |           |          |
| Raúl 71’ Torres 76’, 90+1’ (rig.) | Marcatori | 8’ Mnari |

| Arbitro: | Codjia |

|  |           |             |
|  | Marcatori | 36’ Juanito |

| Arbitro: | Amarilla |

|                     |           |  |
| Ševčenko 70’ (rig.) | Marcatori |  |

### Fase a eliminazione diretta

#### Tabellone
|  | Ottavi di finale | Ottavi di finale | Ottavi di finale |                  |                | Quarti di finale | Quarti di finale | Quarti di finale |            |          | Semifinali | Semifinali | Semifinali |                           |                           | Finale                    | Finale | Finale |  |
|  |                  |                  |                  |                  |                |                  |                  |                  |            |          |            |            |            |                           |                           |                           |        |        |  |
|  | 1A               | Germania         | 2                |                  |                |                  |                  |                  |            |          |            |            |            |                           |                           |                           |        |        |  |
|  | 1A               | Germania         | 2                |                  |                |                  |                  |                  |            |          |            |            |            |                           |                           |                           |        |        |  |
|  | 2B               | Svezia           | 0                |                  |                |                  |                  |                  |            |          |            |            |            |                           |                           |                           |        |        |  |
|  | 2B               | Svezia           | 0                |                  | Germania (dtr) | Germania (dtr)   | 1 (4)            |                  |            |          |            |            |            |                           |                           |                           |        |        |  |
|  |                  |                  |                  |                  | Germania (dtr) | Germania (dtr)   | 1 (4)            |                  |            |          |            |            |            |                           |                           |                           |        |        |  |
|  |                  |                  | Argentina        | Argentina        | 1 (2)          |                  |                  |                  |            |          |            |            |            |                           |                           |                           |        |        |  |
|  | 1C               | Argentina (dts)  | Argentina        | Argentina        | 1 (2)          | 2                |                  |                  |            |          |            |            |            |                           |                           |                           |        |        |  |
|  | 1C               | Argentina (dts)  |                  |                  |                |                  |                  |                  |            |          |            |            |            |                           |                           |                           |        |        |  |
|  | 2D               | Messico          | 1                |                  |                |                  |                  |                  |            |          |            |            |            |                           |                           |                           |        |        |  |
|  | 2D               | Messico          | 1                |                  | Germania       | Germania         | 0                |                  |            |          |            |            |            |                           |                           |                           |        |        |  |
|  |                  |                  |                  |                  |                |                  |                  |                  |            |          |            |            |            |                           |                           |                           |        |        |  |
|  |                  |                  | Italia (dts)     | Italia (dts)     | 2              |                  |                  |                  |            |          |            |            |            |                           |                           |                           |        |        |  |
|  | 1E               | Italia           | Italia (dts)     | Italia (dts)     | 2              | 1                |                  |                  |            |          |            |            |            |                           |                           |                           |        |        |  |
|  | 1E               | Italia           |                  |                  |                |                  |                  |                  |            |          |            |            |            |                           |                           |                           |        |        |  |
|  | 2F               | Australia        | 0                |                  |                |                  |                  |                  |            |          |            |            |            |                           |                           |                           |        |        |  |
|  | 2F               | Australia        | 0                |                  | Italia         | Italia           | 3                |                  |            |          |            |            |            |                           |                           |                           |        |        |  |
|  |                  |                  |                  |                  | Italia         | Italia           | 3                |                  |            |          |            |            |            |                           |                           |                           |        |        |  |
|  |                  |                  | Ucraina          | Ucraina          | 0              |                  |                  |                  |            |          |            |            |            |                           |                           |                           |        |        |  |
|  | 1G               | Svizzera         | Ucraina          | Ucraina          | 0              | 0 (0)            |                  |                  |            |          |            |            |            |                           |                           |                           |        |        |  |
|  | 1G               | Svizzera         |                  |                  |                |                  |                  |                  |            |          |            |            |            |                           |                           |                           |        |        |  |
|  | 2H               | Ucraina (dtr)    | 0 (3)            |                  |                |                  |                  |                  |            |          |            |            |            |                           |                           |                           |        |        |  |
|  | 2H               | Ucraina (dtr)    | 0 (3)            |                  | Italia (dtr)   | Italia (dtr)     | 1 (5)            |                  |            |          |            |            |            |                           |                           |                           |        |        |  |
|  |                  |                  |                  |                  |                |                  |                  |                  |            |          |            |            |            |                           |                           |                           |        |        |  |
|  |                  |                  | Francia          | Francia          | 1 (3)          |                  |                  |                  |            |          |            |            |            |                           |                           |                           |        |        |  |
|  | 1B               | Inghilterra      | Francia          | Francia          | 1 (3)          | 1                |                  |                  |            |          |            |            |            |                           |                           |                           |        |        |  |
|  | 1B               | Inghilterra      |                  |                  |                | 1                |                  |                  |            |          |            |            |            |                           |                           |                           |        |        |  |
|  | 2A               | Ecuador          | 0                |                  |                |                  |                  |                  |            |          |            |            |            |                           |                           |                           |        |        |  |
|  | 2A               | Ecuador          | 0                |                  | Inghilterra    | Inghilterra      | 0 (1)            |                  |            |          |            |            |            |                           |                           |                           |        |        |  |
|  |                  |                  |                  |                  | Inghilterra    | Inghilterra      | 0 (1)            |                  |            |          |            |            |            |                           |                           |                           |        |        |  |
|  |                  |                  | Portogallo (dtr) | Portogallo (dtr) | 0 (3)          |                  |                  |                  |            |          |            |            |            |                           |                           |                           |        |        |  |
|  | 1D               | Portogallo       | Portogallo (dtr) | Portogallo (dtr) | 0 (3)          | 1                |                  |                  |            |          |            |            |            |                           |                           |                           |        |        |  |
|  | 1D               | Portogallo       |                  |                  |                |                  |                  |                  |            |          |            |            |            |                           |                           |                           |        |        |  |
|  | 2C               | Paesi Bassi      | 0                |                  |                |                  |                  |                  |            |          |            |            |            |                           |                           |                           |        |        |  |
|  | 2C               | Paesi Bassi      | 0                |                  | Portogallo     | Portogallo       | 0                |                  |            |          |            |            |            |                           |                           |                           |        |        |  |
|  |                  |                  |                  |                  |                |                  |                  |                  |            |          |            |            |            |                           |                           |                           |        |        |  |
|  |                  |                  | Francia          | Francia          | 1              |                  |                  |                  |            |          |            |            |            |                           |                           |                           |        |        |  |
|  | 1F               | Brasile          | Francia          | Francia          | 1              | 3                |                  |                  |            |          |            |            |            | Finale per il terzo posto | Finale per il terzo posto | Finale per il terzo posto |        |        |  |
|  | 1F               | Brasile          |                  |                  |                |                  |                  |                  |            |          |            |            |            |                           |                           |                           |        |        |  |
|  | 2E               | Ghana            | 0                |                  |                |                  |                  |                  |            |          |            |            |            |                           |                           |                           |        |        |  |
|  | 2E               | Ghana            | 0                |                  | Brasile        | Brasile          | 0                |                  |            | Germania | Germania   | 3          |            |                           |                           |                           |        |        |  |
|  |                  |                  |                  |                  | Brasile        | Brasile          | 0                |                  |            | Germania | Germania   | 3          |            |                           |                           |                           |        |        |  |
|  |                  |                  | Francia          | Francia          | 1              |                  |                  | Portogallo       | Portogallo | 1        |            |            |            |                           |                           |                           |        |        |  |
|  | 1H               | Spagna           | Francia          | Francia          | 1              | 1                |                  | Portogallo       | Portogallo | 1        |            |            |            |                           |                           |                           |        |        |  |
|  | 1H               | Spagna           |                  |                  |                |                  |                  |                  |            |          |            |            |            |                           |                           |                           |        |        |  |
|  | 2G               | Francia          | 3                |                  |                |                  |                  |                  |            |          |            |            |            |                           |                           |                           |        |        |  |

#### Ottavi di finale
| Arbitro: | Simon |

|                  |           |  |
| Podolski 4’, 12’ | Marcatori |  |

| Arbitro: | Busacca |

|                               |           |            |
| Crespo 10’ Maxi Rodríguez 98’ | Marcatori | 6’ Márquez |

| Arbitro: | De Bleeckere |

|             |           |  |
| Beckham 60’ | Marcatori |  |

| Arbitro: | Ivanov |

|             |           |  |
| Maniche 23’ | Marcatori |  |

| Arbitro: | Medina Cantalejo |

|                    |           |  |
| Totti 90+5’ (rig.) | Marcatori |  |

| Arbitro: | Archundia |

|                           |                      |                                 |
| Streller Barnetta Cabanas | Tiri di rigore 0 – 3 | Ševčenko Milevskiy Rebrov Gusev |

| Arbitro: | Micheľ |

|                                         |           |  |
| Ronaldo 5’ Adriano 45+1’ Zé Roberto 84’ | Marcatori |  |

| Arbitro: | Rosetti |

|                  |           |                                    |
| Villa 28’ (rig.) | Marcatori | 41’ Ribéry 83’ Vieira 90+2’ Zidane |

#### Quarti di finale
| Arbitro: | Micheľ |

|                                    |                      |                                   |
| Klose 80’                          | Marcatori            | 49’ Ayala                         |
| Neuville Ballack Podolski Borowski | Tiri di rigore 4 – 2 | Cruz Ayala M. Rodríguez Cambiasso |

| Arbitro: | De Bleeckere |

|                            |           |  |
| Zambrotta 6’ Toni 59’, 69’ | Marcatori |  |

| Arbitro: | Elizondo |

|                                      |                      |                                      |
| Lampard Hargreaves Gerrard Carragher | Tiri di rigore 1 – 3 | Simão Viana Petit Postiga C. Ronaldo |

| Arbitro: | Medina Cantalejo |

|  |           |           |
|  | Marcatori | 57’ Henry |

#### Semifinali
| Arbitro: | Archundia |

|  |           |                              |
|  | Marcatori | 119’ Grosso 120+1’ Del Piero |

| Arbitro: | Larrionda |

|  |           |                   |
|  | Marcatori | 33’ (rig.) Zidane |

#### Finale per il terzo posto
| Arbitro: | Kamikawa |

|                                          |           |                |
| Schweinsteiger 56’, 78’ Petit 60’ (aut.) | Marcatori | 88’ Nuno Gomes |

#### Finale
| Arbitro: | Elizondo |

|                                           |                      |                                 |
| Materazzi 19’                             | Marcatori            | 7’ (rig.) Zidane                |
| Pirlo Materazzi De Rossi Del Piero Grosso | Tiri di rigore 5 – 3 | Wiltord Trezeguet Abidal Sagnol |

## Statistiche

### Classifica marcatori
5 reti
- Miroslav Klose

3 reti
- Hernán Crespo
- Maxi Rodríguez
- Ronaldo

- Thierry Henry

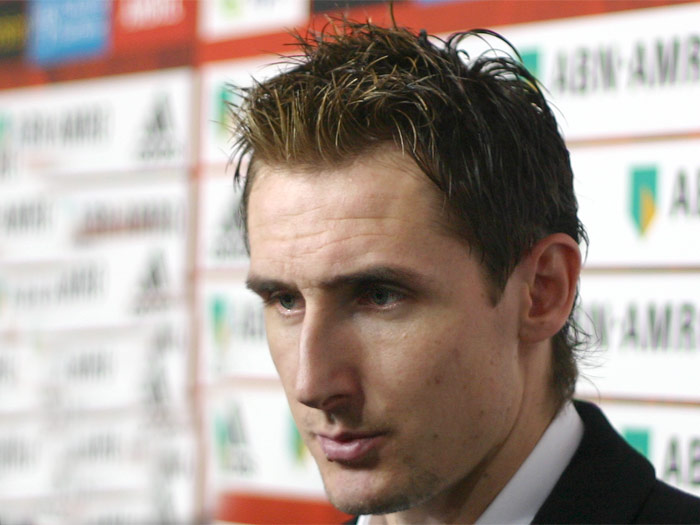
Miroslav Klose, capocannoniere della manifestazione con 5 reti

- Zinédine Zidane (2 rig.)
- Lukas Podolski

- Fernando Torres (1 rig.)
- David Villa (2 rig.)

2 reti
- Tim Cahill
- Adriano
- Aruna Dindane (1 rig.)
- Paulo Wanchope
- Agustín Delgado
- Carlos Tenorio

- Patrick Vieira
- Bastian Schweinsteiger
- Steven Gerrard
- Marco Materazzi
- Luca Toni
- Omar Bravo

- Bartosz Bosacki
- Maniche
- Tomáš Rosický
- Alexander Frei
- Andrij Ševčenko (1 rig.)

1 rete
- Flávio Amado
- Sami Al-Jaber
- Yasser Al-Qahtani
- Roberto Ayala
- Esteban Cambiasso
- Lionel Messi
- Javier Saviola
- Carlos Tévez
- John Aloisi
- Harry Kewell
- Craig Moore (1 rig.)
- Fred
- Gilberto
- Juninho
- Kaká
- Zé Roberto
- Ahn Jung-hwan
- Lee Chun-soo
- Park Ji-sung
- Didier Drogba
- Bonaventure Kalou (1 rig.)

- Bakari Koné
- Rónald Gómez
- Niko Kovač
- Darijo Srna
- Iván Kaviedes
- Franck Ribéry
- Torsten Frings
- Philipp Lahm
- Oliver Neuville
- Stephen Appiah (1 rig.)
- Haminu Dramani
- Asamoah Gyan
- Sulley Muntari
- Shunsuke Nakamura
- Keiji Tamada
- David Beckham
- Joe Cole
- Peter Crouch
- Sohrab Bakhtiarizadeh

- Yahya Golmohammadi
- Alessandro Del Piero
- Alberto Gilardino
- Fabio Grosso
- Vincenzo Iaquinta
- Filippo Inzaghi
- Andrea Pirlo
- Francesco Totti (1 rig.)
- Gianluca Zambrotta
- Francisco Fonseca
- Rafael Márquez
- Zinha
- Arjen Robben
- Ruud van Nistelrooy
- Robin van Persie
- Nelson Cuevas
- Cristiano Ronaldo (1 rig.)
- Deco
- Nuno Gomes
- Pauleta

- Simão (1 rig.)
- Jan Koller
- Saša Ilić
- Nikola Žigić
- Juanito
- Raúl
- Xabi Alonso
- Clint Dempsey
- Marcus Allbäck
- Henrik Larsson
- Fredrik Ljungberg
- Tranquillo Barnetta
- Philippe Senderos
- Mohamed Kader
- Radhi Jaïdi
- Ziad Jaziri
- Jawhar Mnari
- Maksym Kalynyčenko
- Serhij Rebrov
- Andrij Rusol

Autoreti
- Cristian Zaccardo (1, pro  Stati Uniti)
- Carlos Gamarra (1, pro  Inghilterra)
- Petit (1, pro  Germania)
- Brent Sancho (1, pro  Paraguay)

### Record
- Gol più veloce: Asamoah Gyan (Ghana-Rep. Ceca, fase a gironi, 17 giugno) e Darijo Srna (Croazia-Australia, fase a gironi, 22 giugno) (2º minuto)
- Gol più tardivo: Alessandro Del Piero (Germania-Italia, semifinale, 4 luglio, 120+1º minuto)
- Primo gol: Philipp Lahm (Germania-Costa Rica, partita inaugurale, 9 giugno, 6º minuto)
- Ultimo gol: Marco Materazzi (Italia-Francia, finale 1º posto, 9 luglio, 19º minuto)
- Miglior attacco: Germania (14 reti segnate)
- Peggior attacco: Trinidad e Tobago (0 reti segnate)
- Miglior difesa: Svizzera (0 reti subite)
- Peggior difesa: Serbia e Montenegro (10 reti subite)
- Miglior differenza reti: Italia (+10)
- Partita con il maggior numero di gol: Germania-Costa Rica 4-2 (partita inaugurale, 9 giugno) e Argentina-Serbia e Montenegro 6-0 (fase a gironi, 16 giugno) (6 gol)
- Partita con il maggior scarto di gol: Argentina-Serbia e Montenegro 6-0 (fase a gironi, 16 giugno, 6 gol di scarto)
- Partita con il maggior numero di spettatori: Italia-Francia (finale 1º posto, 9 luglio, 72000 spettatori)
- Partita con il minor numero di spettatori: Iran-Angola (fase a gironi, 21 giugno, 38000 spettatori)
- Media spettatori: 52491 (3º posto nella storia dei Mondiali di calcio)

## Premi
- Scarpa d'oro:  Miroslav Klose (5 reti)
- Pallone d'oro dei Mondiali:  Zinédine Zidane
- Premio Yashin:  Gianluigi Buffon
- Miglior giovane:  Lukas Podolski

| [ 43 ]  | Miglior marcatore (Scarpa d'oro) | Miglior giocatore (Pallone d'oro) | Premio Yashin    | Miglior giovane | Premio FIFA Fair Play |
| ------- | -------------------------------- | --------------------------------- | ---------------- | --------------- | --------------------- |
| Oro     | Miroslav Klose (5)               | Zinédine Zidane                   | Gianluigi Buffon | Lukas Podolski  | Brasile Spagna        |
| Argento | Hernán Crespo (3)                | Fabio Cannavaro                   | Non assegnato    | Non assegnato   | Non assegnato         |
| Bronzo  | Ronaldo (3)                      | Andrea Pirlo                      | Non assegnato    | Non assegnato   | Non assegnato         |

### All-Star Team[44][45]
| Portieri                              | Difensori                                                                                               | Centrocampisti                                                                                           | Attaccanti                                                           |
| ------------------------------------- | --- | --- | -------------------------------------------------------------------- |
| Gianluigi Buffon Jens Lehmann Ricardo | Roberto Ayala John Terry Lilian Thuram Philipp Lahm Fabio Cannavaro Gianluca Zambrotta Ricardo Carvalho | Zé Roberto Patrick Vieira Zinédine Zidane Michael Ballack Andrea Pirlo Gennaro Gattuso Luís Figo Maniche | Hernán Crespo Thierry Henry Miroslav Klose Francesco Totti Luca Toni |

## Arbitri
- Carlos Amarilla
- Benito Archundia
- Massimo Busacca
- Coffi Codjia
- Frank De Bleeckere
- Horacio Elizondo
- Essam Abd El Fatah
- Luis Medina Cantalejo
- Valentin Ivanov
- Tōru Kamikawa
- Marco Rodríguez
- Jorge Larrionda
- Shamsul Maidin
- Markus Merk
- Ľuboš Micheľ
- Graham Poll
- Eric Poulat
- Roberto Rosetti
- Óscar Ruiz
- Carlos Simon
- Mark Shield

### Assistenti arbitrali
- Aboudou Aderoudjou
- Dramane Dante
- Mamadou N'Doyé
- Celestin Ntangungira
- Eisa Ghuloum
- Nathan Gibson
- Yoshikazu Hiroshima
- Dae Young Kim
- Prachya Permpanich
- Ben Wilson
- Matthias Arnet
- Martin Balko
- Francesco Buragina
- Cristiano Copelli
- Lionel Dagorne
- Victoriano Giraldez Carrasco
- Nikolai Golubev
- Evgoueni Volnin
- Peter Hermans
- Pedro Medina Hernández
- Jan-Hendrik Salver
- Alessandro Stagnoli
- José Luis Camargo
- Leonel Leal
- José Ramírez
- Héctor Vergara
- Amelio Andino
- Manuel Bernal
- Ednilson Corona
- Aristeu Tavares
- Pablo Fandino
- Darío García
- José Navia
- Rodolfo Otero
- Walter Rial
- Fernando Tamayo
- Christian Schraer
- Philip Sharp
- Roman Slysko
- Vincent Texier
- Glenn Turner
- Walter Vromans